# هوآ هاو
هوآ هاو (به ویتنامی: Hòa Hảo) یک جنبش مذهبی جدید ویتنامی است. هوآ هاو را می‌توان یک دین تلفیقی عامیانه ویتنامی، یا به‌عنوان فرقه‌ای از بودیسم نیز به‌شمار آورد. در سال ۱۹۳۹ توسط توسط هاین فو سو (۱۹۴۷-۱۹۲۰) تأسیس شد. و یکی از ادیان اصلی ویتنام با یک تا هشت میلیون نفر پیرو است (در زیر بخوانید)، که بیش‌تر در دلتای رود مکونگ ساکن هستند.
فلسفه دینی هوآ هاو، که از منطقه مین‌تِی در دلتای مکونگ برخاسته‌است، اساساً بودایی است، و سنت قدیمی «بو سان کای هُنگ» را اصلاح می‌کند، و دارای عناصر شبه هزاره‌ای است. هوآ هاو ملغمه‌ای از بودیسم، نیاپرستی، جاندارانگاری، آموزه‌های کنفوسیوس و دین نیلوفر سفید است، که با آداب و رسوم دهقانان منطقه تغییرشکل داده و سازگار شده‌است. هوآ هاو که از حاشیه‌های دورافتاده جنوب ویتنام آمده‌است، با زندگی شهری مخالف است و سبک زندگی اجتماعی را ترجیح می‌دهد. برخلاف بودیسم ارتدکس، هوآ هاو از آداب و ساخت معابد مجلل اجتناب می‌کند، فرمان‌های رهبانی نمی‌دهد و تمرین‌های خانگی را آموزش می‌دهد. همچنین از این که «هر سالک می‌تواند ارتباط مستقیم با بودا داشته باشد، و ایمان درونی مهم‌تر از مناسک بیرونی است» حمایت می‌کند. مناسک منظم هوآ هاو به چهار نماز در روز محدود می‌شود، و سالکان باید سه اصل راهنما و پنج قانون ثابت کنفسیوسی را حفظ کنند.
نفوذ اربابان استعمارگر، شدت فزاینده جنگ از اواخر دهه ۱۹۳۰ تا اواسط دهه ۱۹۷۰، و درگیری‌های ایدئولوژیک، همگی سبب آغاز و گسترش هوآ هاسو بودند. این جنبش، همراه با ویت‌مین هو شی مین و جنبش مذهبی دیگری به نام کائوداییسم، از اولین گروه‌هایی بود که در درگیری نظامی با قدرت‌های استعماری، ابتدا با فرانسوی‌ها و سپس ژاپنی‌ها نقش داشت. هوآ هاو تحت اشغال ژاپن در جنگ جهانی دوم شکوفا شد و بیش‌تر طرف‌داران آن رعیت، دهقانان و کارگران کشاورز بودند. بعدتر به یک مذهب مبارز و ملی‌گرا تبدیل شد و به‌سرعت صاحب ارتشی خصوصی شد که به نفع رهبران خود عمل می‌کرد، و در عین حال دولت خودمختار خود را در منطقه ایجاد کرد. هوآ هاو پس از جنگ به‌عنوان یک نیروی خودمختار در سیاست ویتنام باقی ماند و با استعمارگران فرانسوی و جنبش ویت‌مین مخالفت کرد.
در طول جنگ اول هندوچین، اختلاف با دیگر جناح‌های اصلی، هوآ هاو را به یک فرقه مذهبی-سیاسی-نظامی تبدیل کرد. هاین فو سو درحالی‌که از یک کنفرانس برای حل مشکلات با کمونیست‌ها بازمی‌گشت توسط ویت‌مین ربوده و اعدام شد. بسیاری از هوآ هاوئیست‌ها از او به‌عنوان یک شخصیت مسیحایی که در زمان بحران سر می‌رسد، ستایش کردند. مرگ هاین فو سو به جناح‌گرایی، منطقه‌گرایی و نفوذ سازمانی انجامید. هوآ هاو جنگی را علیه کمونیست‌ها رهبری کرد و به‌عنوان «بزرگ‌ترین عنصر ضد ویت مین در کشور» نام‌گذاری شد. هوآ هاوئی‌ها، همراه با سایر سازمان‌های مذهبی-سیاسی، تا دهه ۱۹۵۰ بر صحنه سیاسی و اجتماعی جنوب ویتنام تسلط یافتند و مدعی سهمی در شکل‌گیری ویتنام جنوبی غیرکمونیستی بودند. پس از سال ۱۹۵۴، هوآ هاو مخالفت خود را با دولت تحت حمایت آمریکا و رئیس‌جمهور نگو دین دیم به‌صورت مسلحانه آغاز کرد. آن‌ها مناطق مختلف جنوبی و غربی ویتنام جنوبی را تا زمان مرگ دیم در سال ۱۹۶۳ تحت کنترل داشتند. بعدتر، در طول جنگ ویتنام، مبارزه‌هایی را علیه ویت‌کنگ برای دفاع از استان‌های تحت کنترل خود رهبری کردند و به یک نیروی سیاسی خودمختار در جنوب ویتنام، و تا سقوط سایگون در سال ۱۹۷۵ تبدیل شدند. بعدتر هوآ هاو توسط دولت جدید منحل شد، و طرف‌دارانش تحت ستم قرار گرفتند، اما پس از جنگ برای حقوق خود مبارزه کردند. در سال ۱۹۹۹ به‌طور رسمی توسط دولت به رسمیت شناخته شدند، اما دولت محدودیت‌های سختی را بر گروه‌های مخالفی که از شاخه‌های هوآ هاو و از دولت پیروی نمی‌کنند، اعمال می‌کند.
پیروان هوآ هاو به‌دنبال حفظ هویت مذهبی و استقلال خود بودند. آن‌ها با دشمنان گذشته اتحادهای موقت برقرار کردند. هوآ هاو که در اصل فقط به خودمختاری مذهبی اهمیت می‌داد، علیه فرانسوی‌ها، ژاپنی‌ها، ویت‌مین، و دوباره فرانسوی‌ها، ویتنام جنوبی تازه‌استقلال‌یافته، ویت‌کنگ و ارتش ویتنام شمالی مبارزه کرد. آن‌ها در طول رژیم‌های پس از نگو دین دیم در سایگون از نفوذ سیاسی برخوردار بودند.

## تعریف

### نام
هوآ هاو یک جنبش مذهبی نوپدید است، و نام آن برگرفته از روستای هوآ هاو که محل تولد مؤسس آن هاین فو سو، و به معنای «صلح و فراوانی» است این روستا در منطقه‌ای در استان آن گیانگ، ویتنام که نام فعلی آن تات‌نات دیسترکت است قرار دارد. نام آن همچنین با عنوان هوآویسم، که هوآهاویسم گفته می‌شودشناخته شده‌است. همین‌طور بودیسم هوآ هائو نیز نامیده شده‌است. روستای هوآ هاو توسط دولت کمونیستی معاصر به فو مای تغییرنام داده شد.
در ابتدا، پیروان این جنبش دائو زن نامیده می‌شدند که به‌معنای «پیروان زن» است و به نام مستعار دوران کودکی «هاین فو سو» اشاره دارد.

### طبقه‌بندی
این گروه مذهبی به‌عنوان فرقه‌ای بودایی طبقه‌بندی شده‌است. ژنرال جوزف لاتون کالینز، که نماینده ویژه ایالات متحده در ویتنام بود، هوآ هاو را یک «فرقه شبه‌مذهبی» توصیف کرد و افزود که «از دهقانان با ظاهر بودیسم ولی قیم‌مآبانه حمایت می‌کرد». مطبوعات آمریکا در دهه ۱۹۵۰ هوآ هاو را «فرقه‌ای شبه‌مذهبی که از شکل انحرافی‌ای از بودیسم پیروی‌می‌کند» و به‌عنوان «فرقه‌ای جنجالی از بودایی‌های دگراندیش» که بنیان‌گذار آن «به آسایشگاه روانی فرستاده شده» یاد کردند.
منابع دیگری از آن به‌عنوان دینی عامیانه، متمایز، و تلفیقی[1][1] یاد می‌کنند.

## ریشه‌ها
هوآ هاو توسط هاین فو سو (۱۹۱۹–۱۹۴۷)، که در یکی از اقوام ویتنام، در سال ۱۹۱۹، و در یک خانواده کاتولیک رومی زاده شد، تأسیس شد. این جنبش مذهبی در منطقه دورافتاده مین‌تِی، در دلتای رود مکونگ، که تحت حکومت استعماری فرانسه با عنوان ترنسباسا شناخته می‌شد، پدیدار شد. در اواسط قرن نوزدهم، دلتای مکونگ یک جامعه سرحدی خشن بود. قدرت سیاسی متزلزل، روابط اجتماعی ضعیف و جریانات مذهبی متنوعی وجود داشت. بودیسم، تائوئیسم، کنفوسیوسیسم و فرقه‌های مختلف، همگی تأثیرات متفاوتی بر این جمعیت گذاشته بود. ویتنامی‌های بومی با ویتنامی‌های کامبوج و قوم هان چین تعامل داشتند، و مجبور شدند در سال ۱۸۶۷ حکومت استعماری فرانسه را بپذیرند. باورهای فلسفه هوآ هاو که ریشه در سنت‌های دینی ضداستعماری ویتنامی دارد، ادعا می‌کند که مبتنی بر افکار پت تای تِی (Phật Thầy Tây) (1807-1856)، معروف به دائو بو سان کای هنگ (Đạo Bửu Sơn Kỳ Hương) است. تای آن، در دهه ۱۸۳۰، فروپاشی ویتنام نگویِن را به دست قدرت‌های غربی پیش‌گویی کرد. پیش‌گویی‌های او در سرتاسر مین‌تای پخش شدند، که منجر به دو شورش بزرگ در سال‌های ۱۸۷۵ و ۱۹۱۳ شد، و در آن دولت فرانسه تقریباً سرنگون شد (در زیر بخوانید).
هاین فو سو در کودکی آموزش خاصی ندید و با راهبان، متفکران کنفوسیوسی یا روشن‌فکران غرب‌زده ارتباط نداشت. او از ۱۵ سالگی به یک بیماری ناشناخته مبتلا شد. این امر او را بر آن داشت تا در سال ۱۹۳۹ روستای زادگاهش هوآ هاو را ترک کند و به ۶۰ کیلومتری بی‌نیویی (Bảy Núi) برود. او در آن‌جا، در میان زاهدان و رهبران روحانی، دانش بودایی غیرمتعارف و آموزش معنوی تلفیقی را به‌دست‌آورد. سو این دین را در هجدهمین روز از پنجمین ماه، سال کای مائو (kỷ mão)، طبق تقویم قمری ویتنامی، یا ۴ ژوئیه ۱۹۳۹، طبق تقویم میلادی، پایه‌گذاری کرد. او خود را پیامبر اعلام کرد و شروع به موعظه آموزه‌ای مبتنی بر ایمان و سادگی کرد. او در سراسر ویتنام سفر کرد و درمان گیاهی و طب سوزنی انجام داد. در نیمه دوم سال ۱۹۳۹، اعلامیه‌های سو منتشر شد. آن‌ها چندین مجموعه کوچک از متون بودند که در سام گیانگ نوشته شده بودند و به‌طور رایگان بین عموم مردم توزیع می‌شد.
در پایان سال، سو ده هزار پیرو جمع کرد، و تا سال ۱۹۴۰ به بیش از ۱۰۰۰۰۰ نفر رسید. بعدتر، از طریق موعظه این تعداد به دو میلیون نفر دیگر رسیده بود. پیروان او به‌راحتی قابل تشخیص بودند زیرا طلسم‌هایی (گردن‌بند) را می‌پوشیدند که کتیبه «بو سان کای هن» بر روی آن‌ها بود. سو در مورد اعتقاد دهقانان به جنبش مطمئن بود و درخواست‌های از آن‌ها به وفاداری موفقیت‌آمیز بود. دو دلیل عمده برای موفقیت او وجود داشت: پیش‌گویی‌هایی که دربارهٔ شروع جنگ جهانی دوم و تسخیر آسیای جنوب شرقی توسط ژاپن انجام داد، و کار او به‌عنوان یک شفادهنده عرفانی؛ بیمارانش ادعا می‌کردند که از بیماری‌های سخت، زمانی که طب غربی شکست خورده بود، توسط او به‌طور معجزه‌آسایی درمان شده‌اند. او خود را به‌عنوان گوتاما بودا معرفی کرد، پیروانش نیز او را چنین می‌دانستند. به گفته یوزف بوتینگر، سیاستمدار اتریشی، توده‌ها به خاست‌گاه بومی جنبش توجه زیادی داشتند.
با افزایش تعداد گروه وفادارانش، سو به یک رهبر بسیار محبوب تبدیل شد. نفوذ او به‌سرعت فراتر از مسائل مذهبی گسترش یافت و او به شخصیتی قدرت‌مند در امور غیرروحانی نیز تبدیل شد. هوآ هاو از یک جنبش صرفاً مذهبی، تا یک ساختار قدرت مردمی چشم‌گیر با مرکزیت کان تو رشد کرد. نسخه‌های مذهبی سو به‌سرعت با احساسات ملی‌گرایانه و ضداستعماری ادغام شد و او به‌عنوان یک شخصیت کلیدی ملی‌گرا به شهرت رسید. این گروه به قدرت‌مندترین نیروی ملی‌گرای دلتای مکونگ تبدیل شد، با احساساتی شدید علیه حاکمان فرانسوی استعمارگر و زمین‌دارانی که بر کشاورزی کوچین چین تسلط داشتند. هوآ هاو نقش مهمی در شور ضداستعماری و ناسیونالیستی ایفا کرد که در سال‌های منتهی به جنگ جهانی دوم رشد کرد، و در نهایت به یک جنبش سیاسی داخلی در منطقه تبدیل شد. با وجود این، به گفته ادوین ای. مویز، هوآ هاو، ماهیتی میهنپرست و ضدملی داشت. او استدلال کرد که آنها کوچک‌تر از آن هستند که بتوانند اداره یک دولت ملی را به‌عهده بگیرند، یک دولت مرکزی قدرت‌مند باید حکومتی باشد که کنترل مناطق آن توسط مردم اداره شود، نه باورها. آن‌ها برای به‌دست آوردن خودمختاری دفاکتو، دولت ضعیف‌تری را ترجیح دادند. در همین حین، سازمان‌های ضدفرانسوی دیگری به‌وجود آمدند که شاخص‌ترین آن‌ها حزب کمونیست هندوچین، ویت‌مین بود که توسط هو شی مین رهبری می‌شد و به تنها سازمان ضداستعماری تبدیل شد که یک ساختار مردمی ایجاد کرد. رهبری هوآهاو برای حمایت از دهقانان با جنبش کمونیستی رقابت کرد. درگیری اولیه بر سر ایده‌های کمونیستی وینت‌مین نبود، بلکه بر سر این واقعیت بود که آن‌ها بومی منطقه نبودند.

## گسترش

### جنگ جهانی دوم

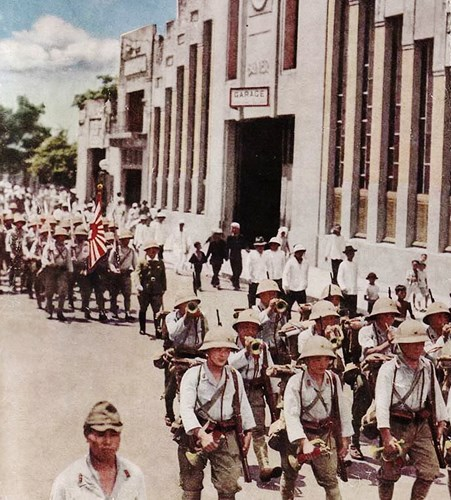
ورود نیروهای امپراتوری ژاپن به سایگون، ۱۹۴۰

پیشگویی‌های اولیه سو شروع به تحقق‌یافتن کرد: او فوران یک جنگ بزرگ در خاور دور و اخراج فرانسوی‌ها توسط آسیایی‌ها را پیش‌بینی می‌کرد. به‌نظر می‌رسید جنگ جهانی دوم و اشغال هندوچین توسط ژاپنی‌ها پیش‌بینی‌های او را تأیید می‌کرد. در سال ۱۹۴۰، او چنان نفوذی به‌دست‌آورد که فرمان‌دار ویشی، ژان دکوکس، از ترس شورش‌های ضدفرانسوی، سو را به این بهانه که یک دیوانه است، در باک لیئو زندانی کرد. زندانی شدن سو از سوی پیروانش به‌عنوان یک اقدام جنگی نابخشودنی علیه دین تلقی می‌شد. سو در زندان موفق شد روان‌پزشک خود، دکتر تام را که طرف‌دار سرسخت او شده بود، تحت‌تأثیر قرار دهد. هیئتی از روان‌پزشکان فرانسوی در می ۱۹۴۱ او را عاقل اعلام کردند، اما پس از آزادی تبعید شد. حامیان اصلی او به اردوگاه کار اجباری در نوی بارا فرستاده شدند. محدودیت‌های فرانسه کاریزمای ملی‌گرایانه او را تقویت کرد و باک لیئو به مکانی برای زیارت هوآ هاو تبدیل شد، و از سنگرهای جنبش دور بود. او از زائران برای گسترش شور مذهبی و احساسات ضد فرانسوی استفاده کرد. در سال ۱۹۴۲، فرانسوی‌ها دیگر نمی‌توانستند در برابر واکنش‌های مردمی فزاینده ناشی از بیانیه‌های شفاهی و دستورالعمل‌های سیاسی سو مقاومت کنند، بنابراین او را به لائوس تبعید کردند.
ژاپنی‌ها جنبش هوآ هاو را به‌عنوان یک نیروی قدرتمند ضداستعماری شناسایی کردند. همان‌طور که آن‌ها هندوچین فرانسه را تصرف کردند، سو را به سایگون (هوشی‌مین امروزی) منتقل کردند و او را تحت حمایت کنپیتای قرار دادند. مقام‌های ژاپنی درخواست فرانسه برای استرداد او را رد کردند و گفتند که او به‌عنوان یک «جاسوس چینی» نگهداری می‌شود. میزان کمک‌های نظامی ژاپن ناشناخته است و برخی از مورخان حدس می‌زنند که هوآ هاو از در دسترس بودن سلاح‌ها در زمان جنگ سود می‌برد، اما با این وجود، اولین شبه‌نظامیان مسلح هوآهاوئیست در اواخر سال ۱۹۴۳ در دلتای مکونگ ظهور کردند. در ابتدا از آن‌ها به‌عنوان گشت روستایی به‌نام نیروهای دفاع شخصی استفاده می‌شد. سپس تشکیلات جنگی را برای مبارزه با مالکان، مقام‌ها و نیروهای فرانسوی در سراسر دلتا ایجاد کردند. این امر منجر به این شد که هوآ هاو کم‌تر یک جنبش مذهبی و بیش‌تر به یک جنبش نظامی-سیاسی تبدیل شود، زیرا افرادی مانند زمین‌داران به امید این‌که بتوانند حمایتی به‌دست آورند، تغییر دین دادند. تحت حمایت ژاپن، جنبش مذهبی به‌سرعت رشد کرد. اگرچه سو نمی‌توانست سایگون را ترک کند، مبلغان او با استفاده از پیش‌گویی‌های مملو از عذاب و تهدیدهای پنهان علیه کسانی که به او ملحق نمی‌شوند، و همچنین توزیع درمان‌ها و طلسمها، از سوی او استخدام شدند. آن‌ها از کونگ‌ده، یکی از اعضای سلسله سلطنتی نگویان ویتنام که در تبعید در ژاپن زندگی می‌کرد، به‌عنوان حاکم مشروع ویتنام حمایت کردند. سو به اندازه کافی قدرت‌مند بود که با اف. مورسکو، مدیر مناطق فرانسوی‌زبان در سایگون، پیمانی ببندد تا اعضای گروه‌های رقیب را در ازای مصونیت محکوم کند. در اواخر سال ۱۹۴۴، یک میلیون فدایی هوآ هاو وجود داشت. سو از اختیارات خود برای براندازی مدیریت استعماری در مناطقی که نفوذ داشت استفاده کرد. هوآ هاو نقش دادگاه‌های استعماری را بر عهده گرفت، نیروهای ویتنامی تحت رهبری فرانسه را تغییر داد و برنج را به نیروهای ژاپنی عرضه کرد.
هوآ هاو کمک ژاپن را به‌عنوان وسیله‌ای برای تقویت خود در برابر تهدیدات آینده پذیرفته بود، زیرا هم با فرانسوی‌ها و هم با وینت‌مین درگیری داشتند. هوآ هاو تا پایان جنگ جهانی دوم، به لطف حمایت ژاپن، نیروی نظامی توان‌مندی داشت و به سراسر دلتای مکونگ غربی حمله کرده بود. سو و هوآها و شروع به بسیج در برابر نیروهای نظامی ژاپنی کردند تا اعتبار خود را به‌عنوان یک سازمان ملی‌گرای مصمم را به تمام قدرت‌های خارجی نشان دهند، زیرا قدرت نظامی لازم برای تضمین بقای جامعه مذهبی را به‌دست آورده بودند. در طول حمایت ژاپن، سو متون دینی جدیدی نوشت که دیگر به مفاهیم هزاره‌ای اشاره نمی‌کرد، بلکه به بودیسم پاک‌بوم اشاره داشت. همچنین، او آشکارا با ایجاد حزب سوسیال‌دموکرات ویتنام در سال ۱۹۴۴، وارد سیاست شد. سو مدعی شد که به‌جای سیاسی کردن دین، دین را وارد سیاست کرده‌است.

### انقلاب اوت

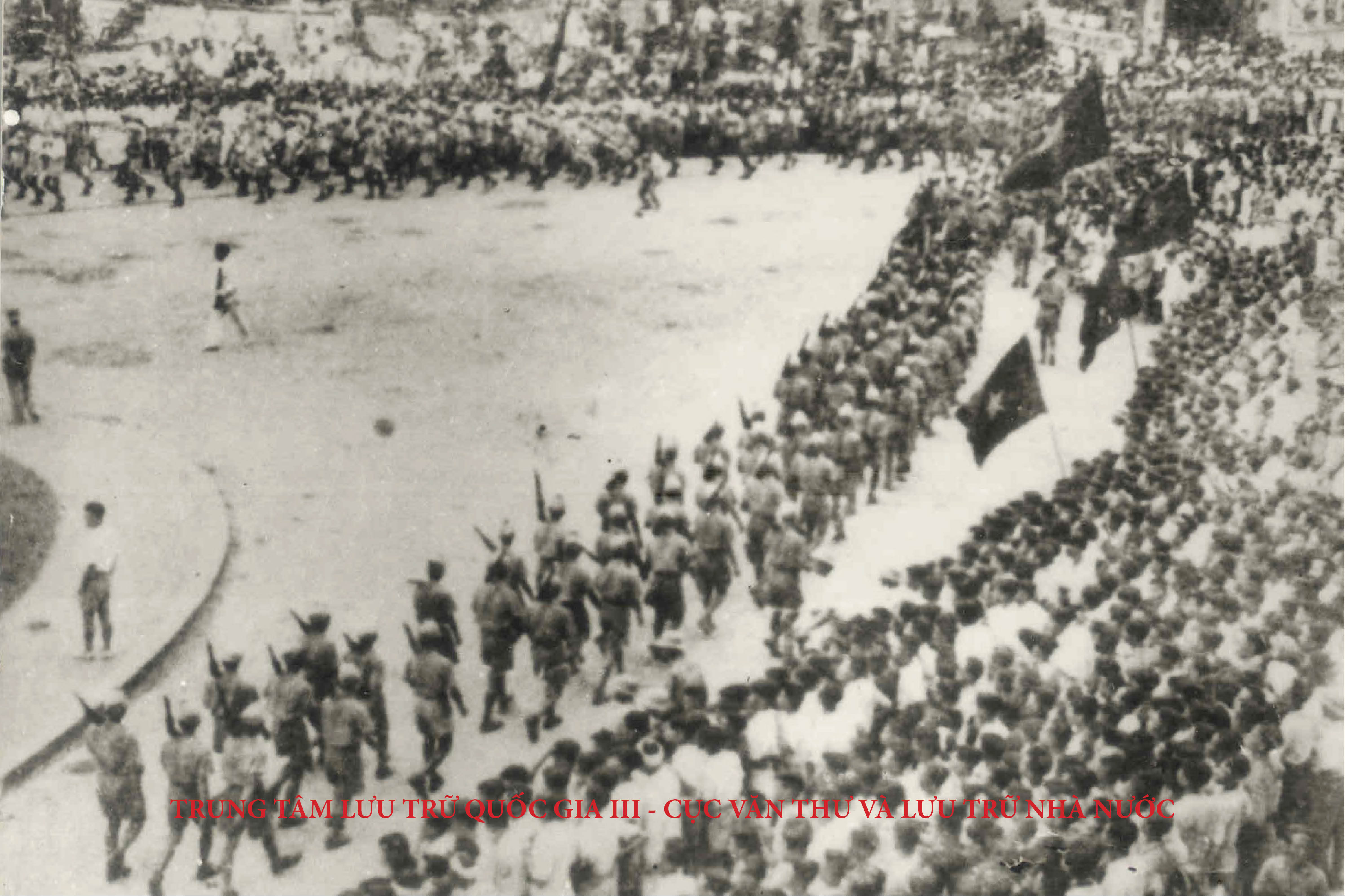
انقلاب اوت در هانوی، ۱۹۴۵

سو با پیش‌بینی شکست امپراتوری ژاپن از ماه‌ها قبل، از مشورت با دست‌نشانده‌های ژاپنی اجتناب کرد. جنبش او به جبهه ناسیونالیستی پیوست که پس از تسلیم ژاپن، قدرت را در دوره بین‌السلطنه به‌دست گرفت تا مقاومتی متحد در برابر ژاپنی‌ها و فرانسوی‌ها برقرار کند. او از یک کادر کمونیست درخواست کرد تا در تربیت پیروانش به او کمک کند. ژاپنی‌ها از سو و پیروانش محصولات بیش‌تری درخواست کردند، اما او به دهقانان توصیه کرد که کشاورزی را متوقف کنند، و اتحاد جدید خود با حزب کمونیست هندوچین را به خطر انداخت، زیرا کمونیست‌ها برنج جنوب را برای پایان دادن به قحطی شمال حیاتی می‌دانستند. دهقانان توسط کمونیست‌های محلی متقاعد شدند تا سطح تولید را تا حدی بازگردانند، و حزب کمونیست اتحاد سست خود را با هوآ هاو به‌دلیل آرمان مشترکشان یعنی استقلال حفظ کرد. هوآ هاو، ویت‌مین و کائوداییسم در تلاش برای استقلال متحد شدند و حزب کمونیست در طول انقلاب اوت در سایگون قدرت را به دست گرفتند. ویت‌مین خود را دولت قانونی ویتنام اعلام کردند. فرانسوی‌ها، در کنار کائو دای و هوآ هاو، سایر سازمان‌های سیاسی محلی، و نیروهای بین ژوین، همگی این دولت ویت‌مین را رد کردند. بنابراین، هوآ هاو با ویت‌مین و همچنین کائو دای درگیر شد. هوآ هاو که از نظر نظامی برتر از ویت‌مین بود، به قدرت سیاسی اصلی در منطقه دلتای مکونگ تبدیل شد و تهدیدی بزرگ برای کمونیست‌ها بود. رهبری مذهبی مایل نبود که از ویت‌مین در هانوی پیروی کند.
در ۷ تا ۹ سپتامبر ۱۹۴۵، گروهی متشکل از ۱۵۰۰۰ هوآئوئیست مسلح به سلاح و با کمک تروتسکیست‌های ویتنام به پادگان وینت‌مین در شهر بندری کن ثو حمله کردند، که هوآ هاو آن را مرکز قانونی دامنه خود می‌دانستند. آن‌ها توسط تران وان سوای (۱۸۸۹–۱۹۶۱)، پسر ارشد او، لام تان نیگوین (۱۹۰۴–۱۹۷۷) و برادر کوچکتر سو رهبری می‌شدند، اما با سلاح‌های قدیمی خود شکست خوردند و مردان سو توسط جوانان گارد پیشرفته تحت کنترل ویت‌مین، که توسط یک پادگان ژاپنی پشتیبانی می‌شدند، قتل‌عام شدند. این کشتار، که به توحش شناخته می‌شود، منجر به یک کارزار تلافی‌جویانه کشتارجمعی علیه کمونیست‌ها از دژهای دلتای هوآ هاو شد. آن‌ها اجساد کمونیست‌ها را به هم چسباندند و در رودخانه‌ها و کانال‌ها انداختند. در روستاهایی که هوآ هاو مسئول آن بودند، اجساد در ملاء عام به نمایش گذاشته می‌شد تا تمایلات سیاسی بیگانه را خاموش کنند. فرض بر این بود که کسانی‌که ناراحتی خود را از این منظره ابراز می‌کردند، هواداران وینت‌مین بودند.
حکومت استعماری فرانسه در ویتنام در طول جنگ جهانی دوم مختل شد. اشغال فرانسه توسط آلمان و همکاری متعاقب فرانسه ویشی با نیروهای محور به مشروعیت‌زدایی از ادعای حاکمیت فرانسه کمک کرد. با این وجود، فرانسوی‌ها و بریتانیایی‌ها از نفاق نیروهای ضداستعماری استفاده کردند و نیروهای طرف‌دار استقلال را طی چند هفته بعد، در طی عملیات مستردام از سایگون بیرون راندند. نیروهای هوآ هاو مسیر آن‌ها را مسدود کردند و مانع عقب‌نشینی کمونیست‌ها شدند. در اواخر سپتامبر، حزب کمونیست ویتنام به‌دنبال آشتی با هوآ هاو بود، اما سو که نسبت به آن‌ها بدبین بود، صلح را رد کرد. سپس ویت‌مین دو رهبر هوآ هاو، برادر سو، و یکی از مشاوران تروتسکیست او را در اکتبر اعدام کرد. اتحاد ناآرام فروپاشیده بود.

### جنگ اول هندوچین
بازگشت رژیم استعماری فرانسه به جدایی هوآ هاو و ویت‌مین کمک کرد، این امر ناامیدی بزرگی برای هوآ هاو بود. سو امیدوار بود که جنبش مذهبی او بالفعل، به قدرت حاکم در اکثر مناطق کوچین چین تبدیل شود، اما ورود یک نیروی بزرگ‌تر فرانسوی به چنین جاه‌طلبی‌هایی پایان داد. هوآ هاو برای تقویت قدرت مذهبی خود و گسترش نفوذ سیاسی در دلتای مکونگ به‌سمت داخل چرخیدند. فرانسوی‌ها نسبت به ویت‌مین شک داشتند، و در نتیجه آن‌ها شروع به کمک به هوآ هاو کردند. در واقع، در طول جنگ اول هندوچین (۱۹۴۶–۱۹۵۴)، دولت فرانسه برای نیروهای مسلح کائو دای، هوآ هاو، و بین ژویین در ازای دفاع از سرزمین‌هایی که در مقابل ویت‌مین کنترل می‌کردند، مبالغ حمایتی هزینه و پرداخت می‌کرد. آن‌ها به هوآ هاو هژمونی دلتای جنوب غربی مکونگ را اعطا کردند و در نهایت برای حدود ۲۰۰۰۰ هوآئوئیست سلاح تهیه کردند. در ازای کمک علیه ویت‌مین، رهبری جدید هوآ هاو مایل به ایجاد اتحاد با استعمارگران بود. آن‌ها چنین توافقی را خیانت به آرمان‌های ملی‌گرایانه خود نمی‌دانستند، زیرا هدف نهایی که استقلال دینی بود، به خطر نمی‌افتاد. هوآ هاو به‌طور دوره‌ای هواداران ویت‌مین را به هم می‌بست و آن‌ها را به رودخانه می‌انداخت تا غرق شوند. ویت‌مین از اعتبار ناسیونالیستی و ساختار اجتماعی سو نگران بودند و سعی کردند او را در جبهه متحد ملی شرکت دهند.
علاوه بر این، سان نگوک تان، نخست‌وزیر کامبوج، جمهوری دموکراتیک ویتنام را زمانی که در سال ۱۹۴۵ تأسیس شد، به رسمیت شناخت. فرماندهان ویتن‌مین جنوبی با تان تماس برقرار کردند تا مقاومت در برابر فرانسوی‌ها را هماهنگ کنند. برای مذاکره، دولت خمر هیأتی فرستاد. این مذاکرات پس از آن‌که این هیئت با مطرح کردن موضوع ادعاهای کامبوج بر سر دلتای مکونگ، خود را از اعتبار انداخت، شکست خورد. هوآ هاو با خمرها در استان ترا وین درگیر شد و فرانسوی‌ها مصمم بودند که قاطعانه علیه دولت تان عمل کنند. مقامات استعماری تان را دستگیر کردند، که پس از بازگشت به سایگون دستگیر و زندانی شد. تان که به فرانسه تبعید شده بود، تا سال ۱۹۵۱ به کامبوج بازنگشت.
هوآ هاو دریافته بود که برتری دینی مستلزم هژمونی سرزمینی نیز هست. رهبری دین‌خواهان کنترل خودمختار امور، در حوزه تحت نفوذ خود بود. این کنترل شامل مشارکت در حکومت محلی در جاهایی بود که کنترل مذهبی منسجمی را اعمال می‌کرد. افسر و نویسنده آمریکایی جان بی. هاسمن عنوان می‌کند که یکی از دلایل کلیدی برای ظهور درگیری میان هوآ هاو و وینت‌مین در اوایل مبارزات ضداستعماری، امتناع او از پذیرش تقاضای هوآ هاو برای برتری سیاسی در حوزه تحت کنترل خود بود. اگرچه هوآ هاو در ظاهر از نظر سیاسی بی‌ثبات به‌نظر می‌رسید، زیرا آن‌ها در وابستگی‌های ایدئولوژیک خود در نوسان بودند، و اقداماتشان دارای یک هدف منسجم بود. فرانسوی‌ها کشف کردند، هدف اصلی رهبری مذهبی هژمونی سیاسی سرزمینی بود. اتحاد هوآ هاو با فرانسوی‌ها تنها تا زمانی که برای به‌دست آوردن تسلیحات فرانسوی لازم بود ادامه داشت. هوآ هاو، با داشتن حمایت از قدرت استعماری، توانستند ویت‌مین را در طول تسلطشان در جبهه متحد ملی مهار کنند. هوآ هاو در سال ۱۹۴۷ استعمارگران را نادیده گرفت و با احتیاط به جبهه متحد ملی نزدیک شد. هوآ هاو برای مدت طولانی به جبهه متحد ملی مشکوک بود. روی‌گردانی آن‌ها از استعمارگران شکست بزرگی نبود. تلاش آن‌ها در درجه اول با هدف تضمین کنترل دلتای غربی مکونگ بود. هوآ هاو که توسط سلاح‌های فرانسوی تقویت شده بودند، علیه فرانسوی‌ها شورش کردند زیرا معتقد بودند که کنترل استعماری در ویتنام توسط آسیایی‌ها سرنگون خواهد شد.
اتحاد هوآ هاو با ویت‌مین کوتاه‌مدت بود و جبهه متحد ملی در ژوئیه ۱۹۴۶ منحل شد، درحالی‌که سو از رهبران نظامی خود دوری می‌جست. بلافاصله آشکار شد که خواسته‌های هوآ هاو برای خودمختاری مذهبی و حاکمیت سیاسی با جاه‌طلبی‌های وینت‌مین منافات دارد. اندکی پس از آن، سو با شور و شوق فزاینده‌ای علیه ویت‌مین موعظه‌ای کرد که به‌نظر او تهدیدی بزرگ‌تر از فرانسوی‌ها برای جنبش مذهبی بودند. درگیری با وینت‌مین به یک جنگ دینی تبدیل شد. سو دستور داد که هر هوآ هاو که ده ویت‌مین را بکشد، راهی مستقیم به بهشت خواهد داشت. کمونیست‌ها بین ۲۳ مارس و ۶ آوریل ۱۹۴۷ به مواضع هوآ هاو حمله کردند و ارتش هوآ هاو را مجبور به عقب‌نشینی به لانگ سوین کردند. در ۱۸ آوریل ۱۹۴۷، سو برای یک جلسه مصالحه به یک سنگر ویت‌مین در دشت ریدز دعوت شد. او خواسته‌های کمونیست‌ها را رد کرد و راهی خانه شد، اما در حین عبور از لانگ خویین در رودخانه دوک ون‌ها توسط ویت‌مین متوقف شد، بیش‌تر گروهش کشته شدند و توسط رهبر جنوبی وینت‌مین، نگوین بینه دستگیر شد سو کشته شد، و ویت‌مین برای جلوگیری از شورش هوآهاوئیست‌ها برای پس گرفتن جسد او، و برپایی مراسم بر مزارش، بقایای جسدش را در سراسر کشور پراکنده کرد. بقایای او هرگز پیدا نشد.

## دوره پس از سو
مرگ سو در رهبری مذهبی موجب خلأ قدرت شد. از آن‌جا که پدر سو، سین چونگ بو تنها نامزد برای رهبری بود، به‌سرعت به‌عنوان جانشین او انتخاب شد. او رئیس سابق روستای هوآ هاو بود و تا زمان مرگش در نگهبانی از دکترین مذهبی و رهبر جنبش خدمت کرد. او فاقد کاریزما، اقتدار، زیرکی سیاسی و وسواس ایدئولوژیک پسرش بود. بنابراین، جنبش شروع به از دست دادن پویایی کرد، و منجر به جناح‌گرایی، منطقه‌گرایی و نفوذ سازمان‌های بیرونی شد، که باعث افزایش خشونت شد، زیرا جناح‌های مختلف داخلی مشغول درگیری‌های بین خود شدند. این گروه مذهبی به چهار دسته تقسیم شد و هر کدام توسط یکی از زیرمجموعه‌های نظامی سابق سو رهبری می‌شد، سوآی عنوان فرمانده کل نیروهای مسلح هوآ هاو را به‌عهده گرفت. رهبران جناح‌بندی‌شده بسیار خشن‌تر بودند و به سوزاندن در ملاءعام، سر بریدن، و اعدام‌های دسته‌جمعی خمرها و ویتنامی‌ها متوسل شدند.  هیچ‌یک از فرماندهان نظامی به چیزی غیر از خودفروشی خود توجه نداشتند، و هیچ‌یک از رهبران غیرنظامی توانایی سو را برای هدایت یا تشویق به میانه‌روی آن‌ها را نداشتند. خشونت آن‌ها محدود به ویتنام جنوبی نبود. آن‌ها از مرزها عبور می‌کردند و روستاهای کامبوج را غارت می‌کردند. خمرهای محلی با ایجاد گروه‌های دفاعی برای مبارزه با هوآ هاو واکنش نشان دادند، درحالی‌که برخی برای امنیت خود تغییر دین دادند. هوآ هاو جنگ ابدی خود را علیه کمونیست‌ها اعلام کرده بود. هاسمن استدلال می‌کند که ترور سو یک اشتباه محاسباتی بزرگ از سوی ویت‌مین بود، که در آن زمان به اشتباه معتقد بودند که هوآ هاو قدرت مبارزه با فرانسوی‌ها و کمونیست‌ها را ندارد. در اواسط سال ۱۹۴۷، هوآهاوئیست‌ها متعهد به نبرد مسلحانه علیه ویت‌مین بودند. در طول جنگ اول هندوچین، به‌دلیل مخالفت مشترک آن‌ها با ویت‌مین و نیاز به یافتن حمایت مالی برای جایگزینی یارانه‌های دوران جنگ فرانسه، هوآ هاو سطح همکاری با کائو دای و بینه ژویین را حفظ کرد. در ماه‌های منتهی به آتش‌بس فرانکو، ویت‌مین، سعی کرد جناح‌ها یک‌پارچه کند. آنها به‌طور موقت درگیری‌های خود را با فرانسوی‌ها متوقف کردند و در ۸ مه ۱۹۴۷ کم‌تر از یک ماه پس از ترور سو، یک معاهده نظامی با آن‌ها امضا کرد.

### سه‌گانه دلتا
پس از ترور سو، جنبش مذهبی قلمرو خود را گسترش داد و استان کان تو را نیز دربر گرفت. آن‌ها بیش از یک‌سوم از جنوب ویتنام را کنترل کردند، و مقامات خود را جایگرین کردند، و زیرساخت‌های قابل‌توجهی برای جمع‌آوری مالیات و استخدام نیروهای مسلح ایجاد کردند. سوآی با فرانسوی‌ها اتحاد تشکیل داد و نیروهای هوآ هاو را به‌عنوان نیروهای کمکی در اختیار قرار داد. چندین رهبر دیگر هوآ هاو از به رسمیت شناختن رهبری سوآی امتناع ورزیدند و مذهب همچنان توسط رقابت و جناح‌گرایی متلاشی شد،و به یک ارتش ۲۰۰۰۰ نفری تحت حمایت فرانسه تبدیل شد. آن‌ها بر بیش‌تر مناطق شمال دلتای مرکزی فرمان‌روایی کردند، و همراه با کائو دای و بینه خویین، در اواسط دهه ۱۹۵۰، در اوایل جنگ ویتنام (۱۹۵۵–۱۹۷۵)، یک حکومت سه‌گانه تأسیس کردند که قدرت خود را افزایش دهند. که تهدید قابل‌توجهی برای ویتنام جنوبی بود. این جمهوری توسط هوآ هاو به‌عنوان یکی از مجموعه دولت‌های مرکزی تلقی می‌شد که هدف آن به حکومت رساندن هوآ هاو بود.

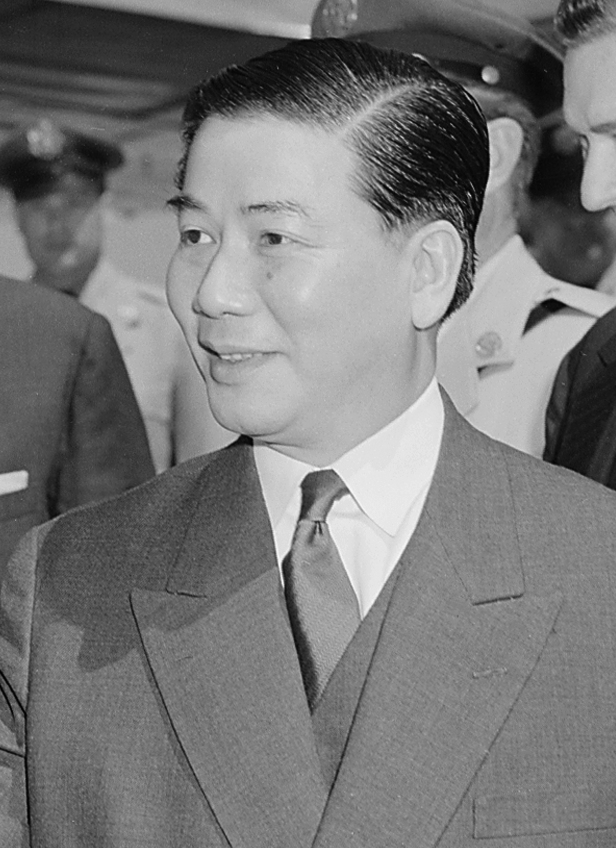
رئیس‌جمهور ویتنام جنوبی نگو دین دیم در دیدار با رئیس‌جمهور ایالات متحده، آیزنهاور، ۸ مه ۱۹۵۷.

قدرت جدید در سایگون، به رهبری رئیس‌جمهور نگو دین دیم، موفق شد فرانسوی‌ها را بیرون کند. هنگامی که فرانسوی‌ها در سال ۱۹۵۲ به‌دنبال ایجاد ارتش ملی ویتنام بودند، روابطشان با هوآ هاو شروع به بدتر شدن کرد. نیروهای هوآ هاو در مورد حفظ خودمختاری خود مصمم بودند و یکی از فرماندهانشان نیروهای خود را از ارتش ملی خارج کرد و پاسگاه‌هایی را که برای محافظت از آن‌ها تعیین شده بود به آتش کشید. در فوریه ۱۹۵۵، فرانسوی‌ها کمک مالی به هوآ هاو و کائو دای را قطع کردند و رهبران این گروه مجبور شدند از دو فرد ثروتمند کمک بگیرند: رهبر دیم (Diệm) و بین ژویین، لی وان وین. سرهنگ ادوارد لنزدیل، که یکی از نزدیک‌ترین معتمدان آمریکایی دیم شد، از طرف دیم با رهبران جنبش ملاقات کرد و به آن‌ها پول داد و ناسیونالیسم دیم را تحسین کرد. دیم و برادرش، نگو دینه نو، با رهبران مذهبی مراودات مستقیم داشتند. درحالی‌که چهره‌های کلیدی جنبش موافقت کردند که در ازای میلیون‌ها دلار آمریکا از دولت حمایت کنند، دیگران کم‌تر پذیرای درخواست‌های دیم بودند و زمانی‌که دریافتند دیم انتظار داشته که از خودمختاری چشم‌پوشی کنند، بسیاری ناراحت شدند. آن‌ها در مورد درخواست دیم برای واگذاری کنترل منطقه اداری خود به دولت سایگون و همچنین پاسخ دیم به امتناع سوآی نگران بودند. دیم ارتش ملی ویتنام را به منطقه اعزام کرد و تهدید کرد که در صورت مقاومت نیروهای هوآ هاو، مقر سوآی را با خاک یکسان خواهد کرد. دولت همچنین حدود صد هزار مسیحی کاتولیک در ویتنام را در استان آن جیانگ جابجا کرد. علاوه بر این، منابع هوآ هاو ادعا کردند که نیروهای ارتش ملی به‌دستور دیم که قبلاً متهم به ایجاد یک ارتش فرقه‌ای تماماً کاتولیک شده بود و به دنبال کاتولیک کردن کشور بود، به مکان‌های عبادتشان هتک حرمت کرده‌اند.
وان وین با ائتلاف با دیگر رهبران کائو دای و هوآ هاو دل رهبران را به‌دست‌آورد و از ثروت خود به آن‌ها پیشنهاد داد، تا جبهه متحد نیروهای ملی‌گرا را در مخالفت با دولت سایگون (اوایل مارس ۱۹۵۵) تشکیل دهد. با افزایش مخالفت‌ها با دیم، آنها شروع به اشغال خانه‌های دارای موقعیت استراتژیک در سایگون کردند تا به‌عنوان پایگاهی برای حمله به تأسیسات مهم دولت سایگون استفاده شود. امپراتور سلسله نگوین، بائو دای، از جبهه متحد نیروهای ملی‌گرا حمایت کرد و به آمریکایی‌ها اطمینان داد که دیم در انجام وظیفه خود کاملاً ناتوان است. زمانی که دیم و آمریکایی‌ها به‌دنبال جلب حمایت بائو دای بودند، او آن‌ها را رد کرد، زیرا پول کمتری نسبت بین ژویین پیش‌نهاد کردند. جبهه متحد نیروهای ملی‌گرا سعی کرد برای خلع دیم از ایالات متحده حمایت کند، اگرچه آمریکایی‌ها این موضوع را رد کردند و تهدید کردند که اگر کسی تلاش کند دیم را سرنگون کند، از او حمایت خواهند کرد. جبهه متحد نیروهای ملی‌گرا به‌دنبال راه‌هایی برای بی‌ثبات کردن دولت دیم بدون انجام کودتا بود. رهبران جنبش به او اولتیماتوم دادند و خواستار نمایندگی در دولت ویتنام جنوبی و تأمین بودجه برای ارتش بودند؛ ارتشی که برای حفظ کنترل بر شاه‌نشین‌های منطقه‌ای تحت حاکمیت آن‌ها لازم بود. این مورد درخواست دیم رد شد.

### بحران فرقه
ژنرال جی لوتون کالینز معتقد بود که اگر دیم تسلیم خواسته‌های جنبش شود، محکوم به فنا خواهد بود. او فکر می‌کرد که جسارت گروه‌ها در ارائه این اولتیماتوم نشان می‌دهد که آن‌ها در حال برنامه‌ریزی تجمعات ضد دیم در سایگون هستند. به گفته کالینز، دولت سایگون نمی‌توانست اجازه دهد راه‌پیمایی‌ها بدون چالش برگزار شود و مجبور بود برای پایان دادن به آن وضعیت مداخله کند. او به دیم توصیه کرد که با جبهه متحد نیروهای ملی‌گرا به توافق برسد تا بتواند اعضای خود را متقاعد کند که وفادار به دولت بمانند. در ابتدا، دیم موافقت کرد که با رهبران جبهه متحد نیروهای ملی‌گرا مذاکره کند، اما زمانی‌که آن‌ها اعلام کردند که خواسته‌هاشان غیرقابل‌مذاکره است، ایده توافق را رها کرد. او مطمئن بود که ارتش ملی ویتنام دستورها او را برای سرکوب هر گروه مخالف اجرا خواهد کرد، زیرا در ماه‌های اخیر وفاداری بسیاری از افسران ارتش را به‌دست آورده بود. با این حال، کالینز حمایت ارتش از دیم را بیهوده شمرد و به او توصیه کرد از استفاده از زور و خشونت اجتناب کند، و در عوض به‌دنبال مصالحه باشد. اگرچه کالینز دیم را از اجرای نقشه‌هایش علیه بینه ژویان منصرف کرد، اما دومی، که به حمله ارتش ملی مشکوک بود، بدون جلب رضایت آمریکا، حرکتی را علیه وفاداران دیم انجام داد. این کار منجر به درگیری بین این دو گروه شد که به‌طور موقت، و با آتش‌بسی که توسط کمیسر کل فرانسوی پل الی اجرا شد، متوقف شد. کالینز با این ایده به واشینگتن رفت که دیم باید عوض شود. دوایت آیزنهاور، رئیس‌جمهور ایالات متحده، تصمیم او را پذیرفت و جان فاستر دالس، وزیر امور خارجه ایالات متحده، تلگراف‌هایی را به سایگون نوشت و به باو دای و دیگر رهبران ویتنامی اطلاع داد که جایگزینی برای دیم پیدا کنند. این طرح زمانی که نبرد جدیدی در سایگون بین ارتش ملی و بین ژویین آغاز شد، متوقف شد. وفاداران دیم، بینه ژویین را درهم شکستند، و دومی تنها با مداخله الی از نابودی نجات یافت.
ادگار فور، نخست‌وزیر فرانسه، در تلاش برای حفظ بین ژویین، دولت دیم را ناتوان اعلام کرد. زمانی که کالینز در واشینگتن بود، الی با راندولف کیدر، سفیر موقت ایالات متحده صحبت کرد و از آمریکایی‌ها خواست که برای خلع دیم به فرانسه بپیوندند. کیدر نمی‌دانست سیاست رسمی دولت ایالات متحده در مورد دیم چیست، بنابراین با عدم اطمینان صحبت کرد. درحالی‌که کیدر و الی در حال مشاجره بودند، ۲۰۰ نفر در تالار شهر سایگون جمع شدند تا مجمع عمومی نیروهای دموکراتیک و انقلابی ملت را اعلام کنند. ژنرال نوین گیاک نگ (۱۸۹۷–۱۹۶۷) از هوآ هاو، با همراهی تین مین ته و نگوین تانفونگ از کائو دای، مجمع را رهبری کرد. اعضای آن عکس بزرگی از بائو دای را پاره کردند، آن را از پنجره به بیرون پرتاب کردند و قبل از شروع جلسه در خیابان روی آن راه رفتند و به محکومیت فرانسوی‌ها و متحدانش پرداختند. سپس مجمع فهرستی از خواسته‌ها را تهیه کرد که شامل کناره‌گیری بائو دای، برکناری تمام نیروهای فرانسوی و تشکیل دولت جدید به ریاست دیم بود. آن‌ها کمیته‌ای تشکیل دادند تا خواسته‌ها را به دولت برسانند، اما وقتی به کاخ رسیدند، ژنرال نگوین وان وی را در دفتر دیم پیدا کردند و اعلام کردند که او ارتش را به دستور باسو دای به دست می‌گیرد. وی توسط چندین عضو کمیته به گروگان گرفته شد و مجبور شد برنامه‌های خود را لغو کند. پس از این‌که یک سرهنگ چترباز دیم را تهدید کرد، وی را رها کرد و وی روز بعد به پاریس رفت. در این مرحله، گزارش‌هایی از درگیری‌ها در ویتنام جنوبی به ایالات متحده رسید و باعث موجی از حمایت از دیم در میان نمایندگان کنگره و عموم مردم شد. قضاوت کالینز دیگر برای آیزنهاور و دالس قابل قبول نبود و رئیس‌جمهور تصمیم گرفت کاملاً از دیم حمایت کند.
ارتش ملی ویتنام بقایای بین ژویین را در عرض چند ماه از بین برد، مگر برای چند گروه کوچک که به ویت‌مین پیوستند. ژنرال‌های نگو، با کات، سوآی و تان نگوین در اواخر ماه مه ۱۹۵۵ از هوآ هاو به دولت سایگون اعلام جنگ کردند، زیرا آن‌ها از این‌که امتیازات کافی به هوآ هاو نداده بودند عصبانی بودند. آن‌ها می‌دانستند که رویارویی مستقیم با ارتش ملی فاجعه‌بار خواهد بود، بنابراین پایگاه‌های خود را سوزاندند و ارتش ۱۶۰۰۰ نفری خود را در جنگل پراکنده کردند تا چریکی عمل کنند. آمریکایی‌ها این‌بار دیم را از جنگیدن منع نکردند. ارتش در ۵ ژوئن به رهبری ژنرال دووانگ ون مین، حمله کرد و تا اواسط ژوئن، نیروهای سوآی را در نزدیکی مرز کامبوج سرکوب کرد و او را مجبور به عقب‌نشینی به داخل کامبوج کرد. . نگو و تان نگوین که از ناکارآمدی شورش ناامید شده بودند، تسلیم شدند و ارتش خود را به سایگون تحویل دادند. مبارزات چریکی در ویتنام جنوبی فقط توسط با کات حفظ شد. در ۱۹۵۵، ۲۰۰۰۰ سرباز ارتش ارتش، ۳۰۰۰ نفر از نیروهای با کات را در حومه شهر مورد تعقیب قرار دادند.

### همه‌پرسی ۱۹۵۵
طی یک همه‌پرسی که در ماه اکتبر توسط دیم سازمان‌دهی شد، اگرچه مخالفت چندانی با این مانور سیاسی وجود نداشت، اما نیروهای هوآ هاو حملات پراکنده‌ای را به مراکز رأی‌گیری کن تو انجام دادند. له یوئن، سیاستمدار کمونیست، با سوآی و با کات ملاقات کرد، و علی‌رغم اختلافات ایدئولوژیک، با تشکیل کمیته جنوبی جبهه میهنی موافقت کردند، که در نهایت نه تنها بازمانده‌های هوآ هو، بلکه کائو چای و بینه و ارتش شورشیان ژوین را نیز در بر می‌گرفت. سوآی رفراندوم را خلاف قانون اساسی اعلام کرد و عنوان کرد که یک کشور دموکراتیک را ترجیح دهد. مانورهای سیاسی دیم توسط با کات مورد انتقاد قرار گرفت، او ادعا کرد که همه‌پرسی فرصتی بود برای وادار کردن مردم به «برکناری باو دی و دیم به‌عنوان رئیس‌جمهور ویتنام». بنا به گزارش‌ها، دیم ۴ میلیون دلار کمک از دولت آمریکا و سازمان‌های کاتولیک آمریکایی برای حمایت از همه‌پرسی دریافت کرد، که با کات گفت که بخشی از «تلاش آمریکایی‌ها برای کاتولیک کردن ویتنام» بوده‌است. به گفته دان زا، دیم از کمک‌های آمریکا برای رشوه دادن به «کارگران و دانشجویان جوان، و برای درخواست حمایت از موفقیت دیم در کسب ریاست دولت، و عزل باو دایی» سوء استفاده کرد.
برخی از مورخان صداقت منتقدان دیم را زیر سؤال برده‌اند. به گفته مورخ رابرت ناتان، تغییری در سیاست ویتنام، در نتیجه جایگزینی آمریکا به‌جای فرانسه (به‌عنوان نفوذ یک کشور خارجی) و انحراف افکار عمومی و تبلیغات دموکراتیک و شبه‌دموکرات کردن توسط افراد متدین که قبلاً قدرت سیاسی تلقی می‌شدند، رخ داد. سیاست‌مداران گرسنه به گفته ناتان، به‌کارگیری و اتخاذ مفهوم دموکراتیک توسط ژنرال‌های هوآ هاو و متحدانشان بی‌معنی بود، زیرا هیچ‌یک از آن‌ها به قدرت نرسیدند. علاوه بر این، در آن زمان رهبران هوآ هاو توسط مقامات آمریکایی با برچسب «فئودال» یا «گانگستر» اخراج می‌شدند.
دولت دیم همه سازمان‌های مدنی هوآ هاو را لغو کرد. مراسم مذهبی آن‌ها باید کاملاً خصوصی نگه داشته می‌شد و همه جشن‌های عمومی ممنوع بود. نیروهای دیم که اکنون ارتش جمهوری ویتنام (ARVN) نامیده می‌شوند، بیش‌تر سال ۱۹۵۶ را صرف مبارزه با شورشیان هوآ هاو کردند، که به آزار و اذیت دولت ادامه می‌دادند. همچنین، ویت‌مین تعداد کمی از واحدهای خود را تأسیس کردند و هویت آن‌ها را با نام‌های مذهبی مانند «شرکت آزادی هوآ هاو» مخفی نگه داشتند. ارتش جمهوری ویتنام در اوایل سال باقی‌مانده شورشیان هوآ هاو را در غرب دلتای مکونگ هدف قرار داد و خسارات زیادی به آن‌ها وارد کرد. سوآی به ویتنام بازگشت، اما او و ۴۶۰۰ نفر از نیروهایش در فوریه تسلیم شدند. در ماه آوریل، یک گشت دولتی با کات، آخرین رهبر شورشیان را دستگیر کرد. در ۱۳ ژوئیه ۱۹۵۶ پس از محکوم شدن به یک سری قتل در دادگاه، در کان تو به گیوتین محکوم شد. لنزدیل نگران بود که اعدام خصومت پیروان کات را با دولت ویتنام جنوبی تقویت کند. در واقع، بخش عمده‌ای از پیروان هوآ هاو به ویت‌کنگ پیوستند، درحالی‌که دولت نیروهای چریکی باقی‌مانده کات را تا ماه مه از بین برد. در حال حاضر، خواهر کوچکتر سو، های تی کیم بیان رهبر مذهبی جدید جنبش بود، و هوآ هاو در نهایت توسط نیروهای بزرگ سایگون نابود شدند. عملیات نهایی ارتش جمهوری ویتنام در سال ۱۹۶۲ قدرت نظامی هوآ هاو را از بین برد. جسیکا ام. چاپمن، مورخ آمریکایی، استدلال می‌کند که زیرساخت‌های مناطق تحت کنترل هوآ هو به اندازه کافی قوی نبودند که بدون حمایت خارجی دوام بیاورند، زیرا کمک‌های مالی قبلی فرانسه «رگ حیات» این سازمان بود.

### ویتنام پس از دیم

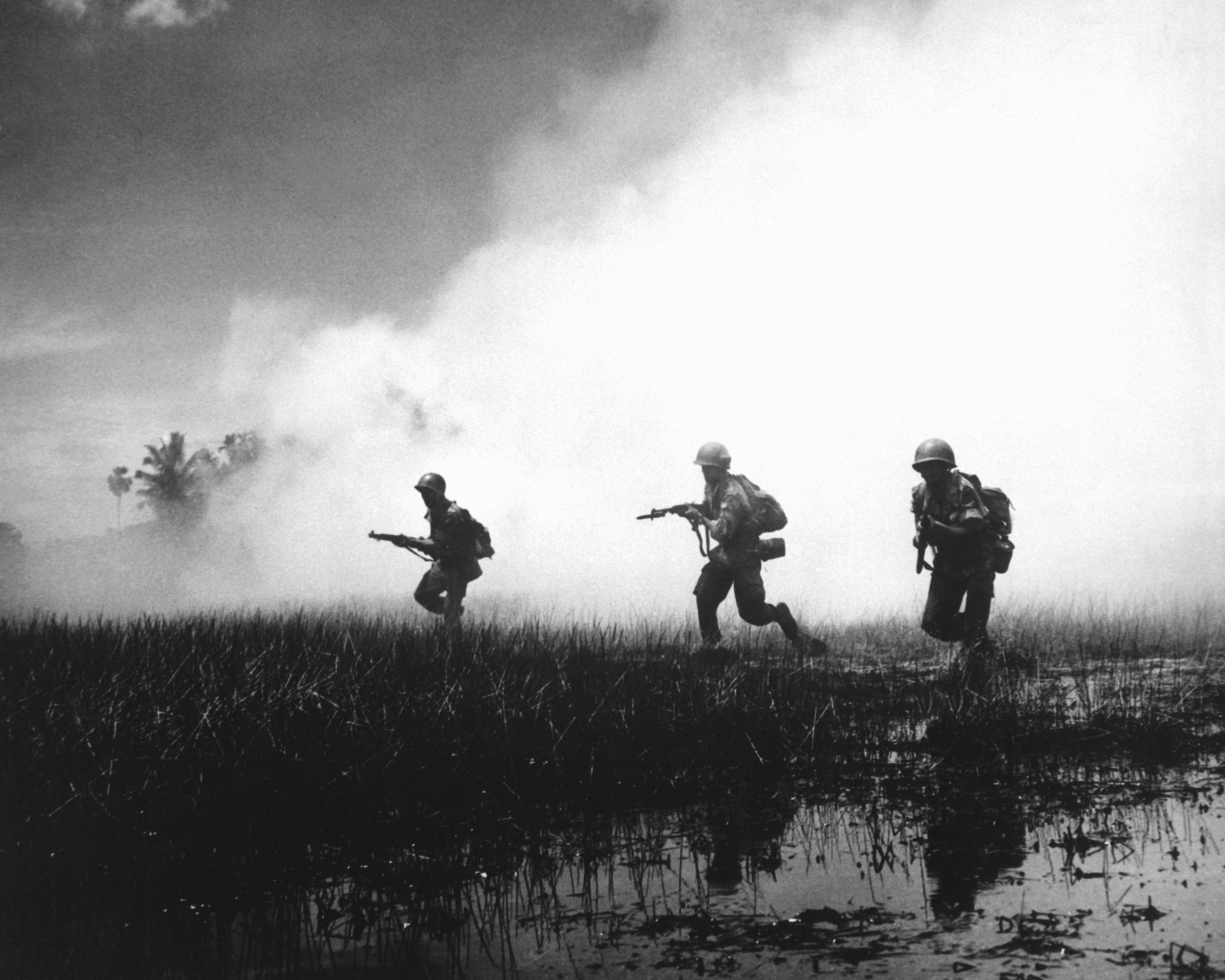
حمله نیروهای ارتش جمهوری ویتنام به یک سنگر در سال ۱۹۶۱

در ویتنام جنوبی، سرنگونی رژیم دیم در سال ۱۹۶۳ مصادف با شروع جنگ‌های چریکی در مقیاس بزرگ بود. رهبران حزب کمونیست که اکنون در ویت‌کنگ بودند، و از قدرت نظامی فوق‌العاده‌ای در سراسر کشور برخوردار بودند، به‌منظور اعمال کنترل مؤثرتر بر مبارزه انقلابی در دلتای مکونگ در صدد جلوگیری از واگذاری پیشاهنگ انقلابی به هوآ هاو بودند. علیرغم شکست‌های نظامی، هوآ هاو کنترل سیاسی و مذهبی خود را بر بخش غربی رودخانه باساک و کان ث، پایتخت منطقه‌ای دلتای مکونگ حفظ کردند. آن‌ها سلاح‌های خود را زمین نگذاشتند و گروه شبه‌نظامیانی برای دفاع از سنگر جنبش تشکیل دادند. هوآ هاو برای دولت سایگون قدرتمندتر از آن بود که به جنگ ادامه دهد. با شروع از دولت نگوین کاو کای در اواسط دهه ۱۹۶۰، هوآ هاو در مین تای تنها ماندند و در ازای تأیید اقتدار ویتنام جنوبی مجوز ضمنی برای ایجاد نوعی حاکمیت به‌دست آوردند. آن‌ها درگیری خود را با کمونیست‌ها از سر گرفتند زیرا دیگر مجبور نبودند ارتش خود را به مبارزه علیه قدرت مرکزی متعهد کنند. توافق ضمنی با دولت ویتنام جنوبی ضرورت حفظ نیروی ذخیره را از بین برد. هوآ هاو از استقلال جدید خود برای راه‌اندازی یک جنگ کامل با ویت‌کنگ استفاده کرد. ارتش جمهوری ویتنام به شبه‌نظامیان هوآ هاو در مبارزه با کمونیست‌ها کمک کرد و نیروی اصلی ویت‌کنگ را در مکان‌های مجاور تحت کنترل خود درآورد و به شبه‌نظامیان اجازه داد تا بر مبارزه با چریک‌های کمونیست تمرکز کنند. کمپین ضدکمونیستی هوآ هاو با قصابی بی‌رحمانه‌ای همراه بود و کمونیست‌ها نیز به همان اندازه تلافی کردند.
هوآ هاو توسط هر دولت پس از دیم در ویتنام جنوبی به رسمیت شناخته شد. به‌عنوان یک نیروی منسجم در دلتای مکونگ، جنبش مذهبی اکنون بسیار ارزش‌مند بود. قدرت نظامی و نفوذ سیاسی هوآ هاو توسط دولت ویتنام جنوبی مورد استقبال قرار گرفت و هوآ هاو به‌طور ضمنی از هر رژیم پس از دیم در سایگون حمایت کرد. اعضای این مذهب به تدریج در تمام سطوح حکومتی، از دهکده‌ها و شهرها گرفته تا نمایندگان پارلمان ملی، به مقاماتی رسیدند. در حال حاضر، هوآ هاو به هدف اصلی خود یعنی استقلال دینی دست یافته بود. اقتدار بودایی ارتدوکس دیگر بر اساس مذهبی علیه هوآ هاو تبعیض قائل نشد.
قدرت نظامی هوآ هاو در امتداد خطوط مذهبی سازمان‌دهی شده بود و توانایی تضمین سطح بالایی از امنیت محلی در استان‌هایی که تحت کنترل آن‌ها بود، قدرت‌مندترین اهرم نفوذ را برای این گروه فراهم کرد. هوآ هاو یک نیروی مذهبی به تمام معنا بود که وظیفه حفاظت از فدائیان خود را بر عهده داشت. پس از بازسازی ساختار نیروهای مسلح ویتنام جنوبی، هوآ هاو، یک گروه شبه‌نظامی محلی تشکیل دادند و از مناطق مرکزی محافظت کردند و از دسترسی ویت‌کنگ به ثروت‌های کشاورزی خود ممانعت کردند. ارتش ویتنام به سه رده تقسیم شد: ارتش جمهوری ویتنام که یک نیروی نظامی منظم بود، و دو طبقه از نیروهای زمینی نیز زیر نظر ارتش جمهوری ویتنام وجود داشت: «نیروی مردمی» و «نیروی منطقه ی». افرادی که در نیروی مردمی بودند فقط اجازه داشتند در مناطقی که در آن سکونت داشتند، منصوب شوند، درحالی‌که نیروهای منطقه‌ای فقط اجازه داشتند در مناطق داخل استانی که در آن ساکن بودند، استخدام شوند. این یک فرصت فوق‌العاده برای هوآ هاو بود تا یک نیروی قوی و متحد برای دفاع از سرزمین خود و مبارزه مؤثر با ویت‌کاگ ایجاد کنند. پیش‌تر، مردم محلی که نیروهای مسلح هوآ هاو را تشکیل می‌دادند از طریق مالیات‌های محلی تأمین مالی می‌شدند، اما اکنون، هوآ هاو توسط دولت سایگون پول تأمین می‌شد تا از خود دفاع کند.

### سقوط سایگون

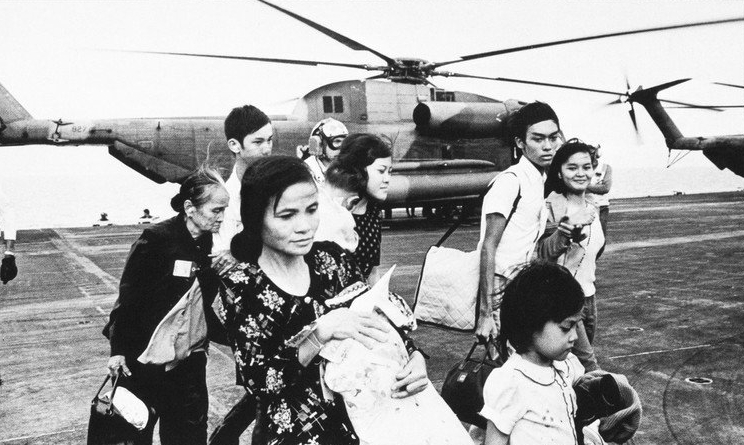
پناهندگان ویتنامی در کشتی یواس‌اس میدوی (سی‌وی-۴۱) در طول عملیات «باد مکرر»

توانایی این گروه در عملیات ضدچریکی با سطح بالای امنیتی در استان‌هایی که در آن فعالیت می‌کرد محرز بود. یکی از استان‌های جیانگ، بالاترین رتبه امنیتی را در میان استان‌های ویتنام جنوبی داشت. علی‌رغم این‌که لانگ زوین، مرکز استان و تنها ۳۰ مایل از مرز کامبوج فاصله دارد، توسط مناطقی با رتبه‌بندی امنیتی نزدیک به انتهای فهرست ملی احاطه شده بود. دژ هوآ هاو در رتبه دوم امنیتی دلتای مکونگ بود. امنیت منطقه مشاوران آمریکایی را بر آن داشت تا مقامات بلندپایه بازدیدکننده را به استان آن گیانگ دعوت کنند، جایی که وضعیتش نمایان‌گر پیشرفت چشم‌گیر جنگ بود. علی‌رغم جنگ چریکی وحشیانه‌ای که بقیه دلتای مکونگ را دربر گرفته بود، آن جیانگ تا پایان درگیری پناهگاه صلح باقی ماند. هیچ لشکری از ارتش جمهوری ویتنام هرگز برای انجام عملیات جنگی تمام‌وقت در استان منصوب نشد و تلاش‌های آن محدود به جلوگیری از مسیرهای نفوذ کمونیست‌ها و محافظت از اردوگاه‌های استان‌های هم‌جوار بود. علاوه بر این، در سراسر دلتای مکونگ، نیروهای زمینی آن گیانگ کم‌ترین میزان فرار را داشتند.
در اواسط دهه ۱۹۷۰، رئیس‌جمهور نگوین وان تیو، که در سال ۱۹۶۷ قدرت را در دست گرفت، با مخالفان داخلی مواجه شد. او پس از چند اعتراض خیابانی، شروع به سرکوب مخالفان، از جمله شبه‌نظامیان هوآ هاو کرد. به‌دنبال آن، شش جناح بزرگ هوآ هاو اعلامیه‌ای را در روستای هوآ هاو امضا کردند و خواستار پایان دادن به همه فعالیت‌هایی شدند که برای وحدت مضر بودند، و مخالفتی را با سایگون تشکیل دادند. آن‌ها به صدها هزار نفر از فراریان ارتش جمهوری ویتنام پناه داده و از آن‌ها محافظت کردند و آن‌ها را در ارتش خود سازمان‌دهی کردند و تسلیحات آمریکایی به‌دست‌آمده از فرماندهان فاسد ارتش جمهوری ویتنام را در اختیار آن‌ها قرار دادند. هوآ هاو، با ایجاد یک «نیروی گارد غیرنظامی»، تبدیل به یک دشمن سرسخت برای تیه‌ئو شد، که در ۳۰ ژانویه ۱۹۷۵ انحلال شبه نظامیان هوآ هاو را اعلام کرده بود. آنها له ترونگ توان، مدیر مؤسسه مرکزی هوآ هاو، و تران هاو بای، فرمانده شاخه نظامی بائو آن را دستگیر کردند. این افراد به دادگاه نظامی کان تو فرستاده شدند و در آن‌جا به شش سال کار سخت محکوم شدند. نیروهای دولتی تا فوریه ۶۰۰ هوآهاوئیست را دستگیر کردند و درگیری در دلتای مکونگ رخ داد. سربازان ارتش جمهوری ویتنام پس از محاصره ده هزار هوآ هاویی، هفت شبه‌نظامی هوآ هاو را کشتند و شانزده تن دیگر را زخمی کردند، از جمله شبه‌نظامیانی از شاخه نظامی‌ای که اکنون ممنوع شده بود. لونگ ترونگ تونگ، رهبر هوآ هاو و اعضای شورای عالی جنبش در میان محاصره‌شدگان بودند. با وجود همه این‌ها، آن جیانگ، استان اصلی مذهب، تا آخرین ماه‌های جنگ به یک پایگاه دولتی تبدیل شد.
قبل از سقوط سایگون در سال ۱۹۷۵، حداقل دو گردان نیروی منطقه‌ای هوآ هاو به استان همسایه کین گیانگ فرستاده شدند و صدها هزار هوآ هاویی در واحدهای ارتش جمهوری ویتنام در سراسر کشور خدمت کردند. هزاران سرباز آموزش‌دیده دیگر در استان‌های آن جیانگ و چاو دوک مستقر شدند. بسیاری از این سربازان به نیروهای چریکی در حومه مقر هوآ هاو پیوستند که در اثر جنگ آسیب ندیده بود. پس از جنگ، گزارش‌هایی مبنی بر شورش نظامی بزرگ ضدکمونیستی در دلتای مکونگ منتشر شد، اگرچه به‌دلیل ماهیت پنهان‌کارانه کشور در آن زمان اطلاعات زیادی در دست نیست. در نوامبر ۱۹۷۷، یک فرمان دولتی تصریح کرد که فعالیت‌های مذهبی باید با سوسیالیسم سازگار باشد. اعمال انفرادی هوآ هاو مجاز بود، اما اشاره صریح به سو مجاز نبود و آثار مکتوب او غیرقانونی بودند. مقامات کمونیست ویتنامی عملیات نظامی برای شکست نیروهای باقی‌مانده را در ژانویه ۱۹۷۸ گزارش کردند. رسانه‌های آمریکایی تصور می‌کردند که آن‌ها شورشیان هوآ هاو هستند که تعدادشان به هزاران نفر می‌رسید. هوآ هاو در سال 1978  ادعا کرد که سه میلیون طرف‌دار دارد. دولت جدید این دین را ممنوع کرد، اما به پیروانش اجازه داد تا در خانه عبادت کنند. بسیاری از هوآ هاوئیست‌ها به کامبوج گریختند، یا به ایالات متحده مهاجرت کردند تا از آزار بیش‌تر جلوگیری کنند. در همین حال، رهبران مذهبی هوآ هاو راه‌های مختلفی برای هم‌کاری با مقامات محلی پیدا کردند. برخی از رهبران دیدگاه سیاسی‌تری داشتند و مورد آزار و اذیت قرار گرفتند. برخی از رهبران از بحث سیاسی خودداری کردند و در برخی زمینه‌ها تنها ماندند. برخی در مورد سوءاستفاده‌های دولت، که باعث تنش می‌شد و آن‌ها را شورشیان تلقی می‌شدند، انتقاد کردند.

## امروز و آزار و اذیت

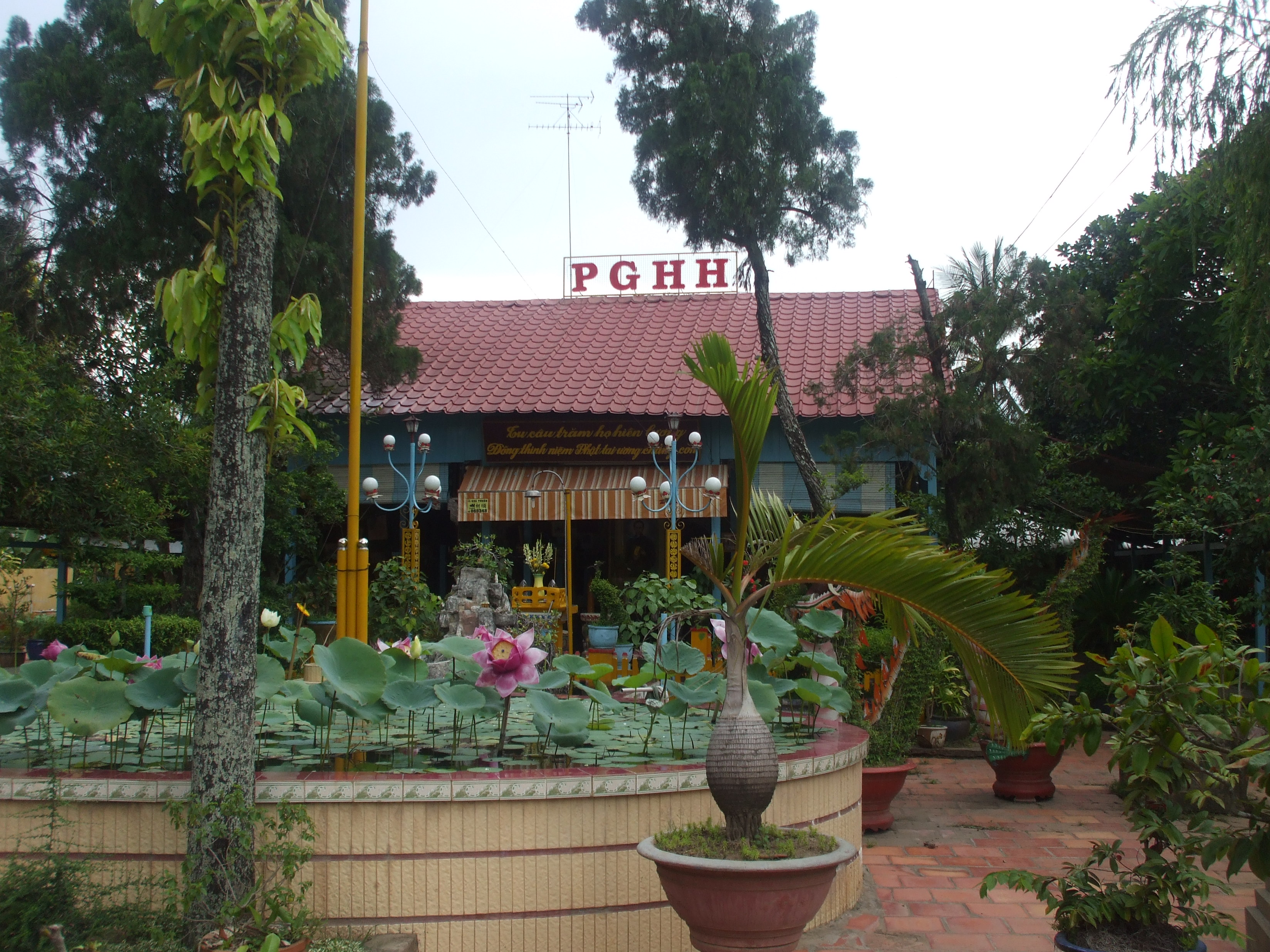
یک هوآ تو، معبد اصلی هوآ هاوها در فو تان

دولت ویتنام در سال ۱۹۹۹ مذهب هوآ هاو را به رسمیت شناخت. در ژوئیه، نیم میلیون هوآ هاوئیست در آن جیانگ گرد هم آمدند. گردهمایی‌های مذهبی مشابهی در سال‌های بعد برگزار شد.  علی‌رغم این‌ها، دولت کنترل‌های سختی را بر گروه‌های مخالف هوآ هاو که از شاخه‌های مورد تحریم دولت پیروی نمی‌کردند، اعمال می‌کند. گروه‌های حقوقی گفته‌اند که مقامات در آن جیانگ به‌طور منظم فداییان را مورد آزار و اذیت قرار می‌دهند، خواندن عمومی نوشته‌های بنیان‌گذار هوآ هاو را ممنوع می‌کنند، و نمازگزاران را از بازدید از بت‌کده‌های هوآ هو در آن جیانگ و استان‌های مجاور منع می‌کنند.  بیان جمعی مراسم خاص هوآ هاو، سنت‌های زیارتی، و آزادی مطبوعات توسط مقامات مذموم است.  حزب کمونیست ویتنام ادامه سلطه سیاسی خود را با دستگیری مجدد فعالان هوآ هاو نشان داد. دو هوآهاوئیست در سال ۲۰۰۵ در اعتراض به آزار و اذیت مذهبی خودسوزی کردند، و در می ۲۰۰۷ نه نفر دیگر در پی موجی از دستگیری‌ها زندانی شدند. طبق گزارش دیده‌بان حقوق بشر در سال ۲۰۲۰، گروه‌های مذهبی ناشناخته، از جمله گروه‌های هوآ هو، تحت نظارت، آزار و اذیت و ارعاب دائمی قرار دارند و پیروان آن‌ها در معرض انتقاد، ترک اجباری دین، دستگیری، بازجویی، شکنجه و حبس قرار می‌گیرند. بر اساس منابعی دیگر، اعضای گروه‌های ثبت‌نشده هوآ هاو در موارد متعدد مورد آزار و اذیت قرار گرفتند، از جمله زندانی کردن شش هوآهاوئیست که متهم به سازماندهی اعتراضات ضددولتی بودند.
منابع هوآ هاو بیان می‌کنند که از اواسط سال ۲۰۱۹، حبس خانگی برای ۶۷ پیرو هوآ هاو اعمال شده‌است. افرادی که در برابر تلاش‌های پلیس برای جلوگیری از حضور مدعوین در جلسات هوآ هاو مقاومت می‌کنند، عامل اکثر دستگیری‌ها بوده‌اند. پلیس چنین سرپیچی‌ای را «برانگیختن اغتشاش» می‌دانست. در اکتبر ۲۰۱۹، شش عضو یک گروه ثبت‌نشده هوآ هاو درحالی‌که در حال حرکت به‌سوی تظاهرات علیه تخریب برنامه‌ریزی‌شده معبد هوآ هاو بودند، توسط پلیس یونیفورم‌پوش در استان آن جیانگ مورد حمله قرار گرفتند. کلیسای بودایی هوآ هاو که توسط دولت به رسمیت شناخته شده بود از تخریب معبد حمایت کرده بود، اما مدافعان آن استدلال کردند که هنوز برای آن‌ها قابل استفاده و مقدس است. بر اساس گزارش سالانه ۲۰۱۹ کمیسیون ایالات متحده در مورد آزادی مذهبی بین‌المللی، مقامات محلی در استان موانع و ایست‌های بازرسی پلیس ایجاد کردند تا پیروان فرقه را از جشن گرفتن اعیاد مذهبی مهم، مانند تولد بنیان‌گذار خود جلوگیری کنند. در ۲۷ نوامبر ۲۰۱۹، به گفته آن جیانگ، یک روزنامه مستقر در ویتنام، یک بودایی هوآ هاو به‌دلیل اظهارات انتقادی در رسانه‌های اجتماعی در مورد دولت به هشت سال زندان محکوم شد.

### شاخه‌ها
هوآ هاو به سه شاخه تقسیم می‌شود که به آن‌ها «فرقه» می‌گویند: «خالص»، «بی‌طرف»، و «به رسمیت شناخته‌شده توسط دولت». همه فرقه‌ها از شیوه‌های یکسانی پیروی می‌کنند. تعداد کمی از هوآهاوئیست‌ها تصمیم می‌گیرند که عضو یک فرقه تازه‌تأسیس نباشند. بر اساس منابع هوآ هاو، فرقه‌های خالص و دولتی کم‌تر از ۴۰۰ طرف‌دار دارند، درحالی‌که بقیه اعضای فرقه بی‌طرف هستند. پیروان فرقه خالص کاملاً به آموزه‌های سو متعهد هستند. یکی از آرمان‌های اصلی آن‌ها مخالفت با «دیکتاتوری» است و قصد دارند برای بازپس‌گیری «منافع شرعی» خود مبارزه کنند، درحالی‌که طرف‌داران فرقه بی‌طرف با فرقه خالص هم‌سو هستند، اما نمی‌خواهند با مقامات مشکلی داشته باشند. اعضای حزب کمونیست ویتنام رهبری فرقه به رسمیت شناخته‌شده توسط دولت را بر عهده دارند. به گفته ویتنامی‌ها به انگلیسی: The Vietnamese)، که توسط فعالان و خبرنگاران ویتنامی تشکیل شده‌است، فرقه خالص یک سازمان مذهبی ناشناخته است و اعضای آن اجازه ندارند مراسم عبادی خود را به‌صورت علنی برگزار کنند، زیرا فقط کمیته اجرایی مرکزی سازمان اختیار برگزاری چنین رویدادهایی را دارد.

## باورها

### اندیشه

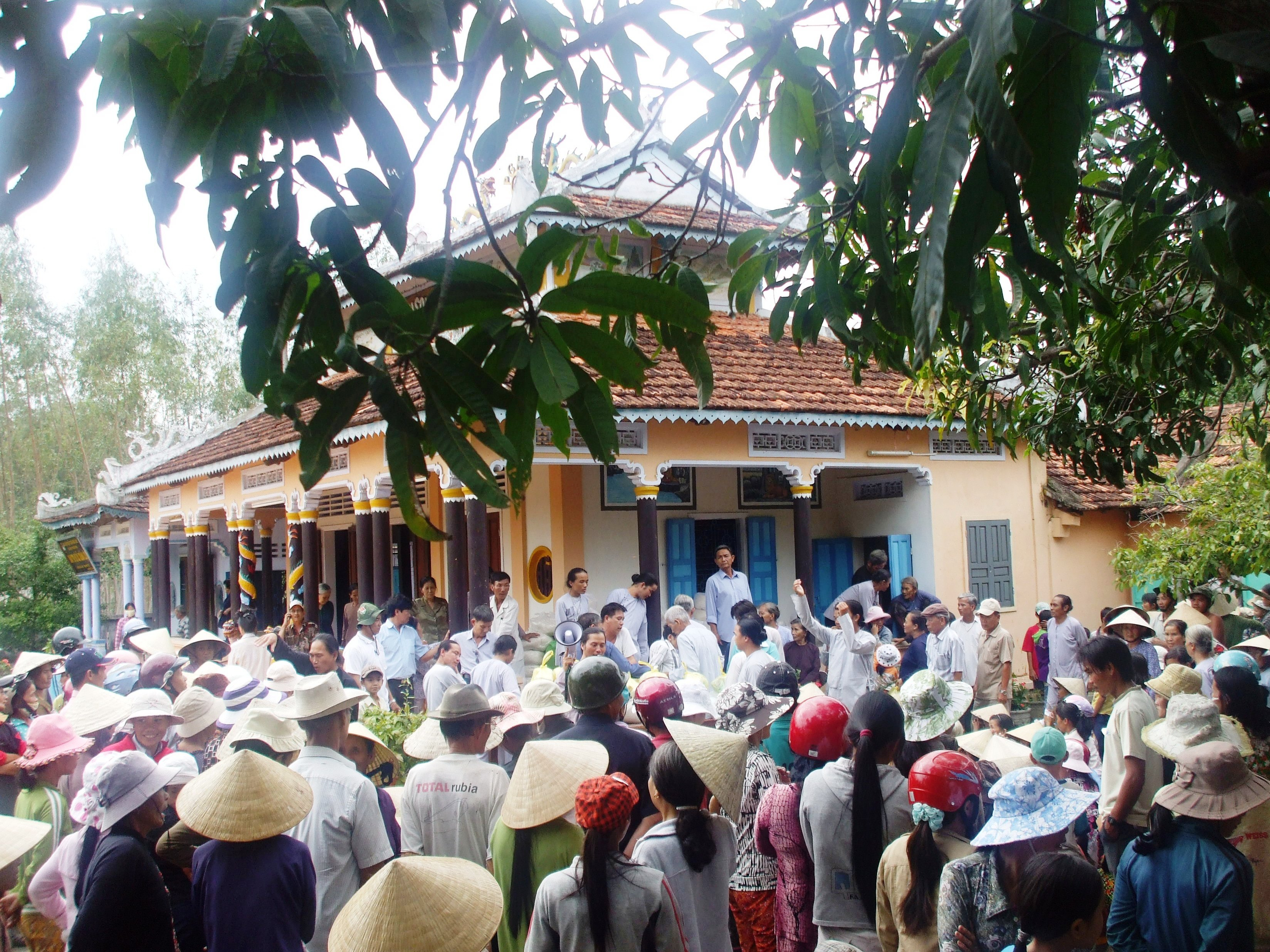
پیروان هوآ هاو در حال توزیع کالاهای کمکی برای فقرای آسیب‌دیده از یک بلای طبیعی، ۲۰۰۹

آموزه معنوی هوآ هاو اساساً بودایی است. به‌عنوان نمونه‌ای از پروتستانتیسم بودایی نام‌گذاری شده‌است. در هوآ هاو ملغمه‌ای از بودیسم، نیاپرستی، آیین‌های حیوانی، و عناصر آموزه‌های کنفوسیوس، دگرگون شد و با آداب و رسوم دهقانان دلتای مکونگ تطبیق یافت. همچنین تحت‌تأثیر جنبه‌های هزار ساله بودیسم خمر قرار گرفت.
بین سال‌های ۱۹۴۰ و ۱۹۴۶، سو مجموعه‌ای از کتابچه‌ها را نوشت که عناصر اعتقادی «بودیسم ماقبل فرقه‌ای» و کاربرد آن در فرهنگ دهقانی در آن زمان را تشریح می‌کرد. متون مکتوب اصلی او برای اولین بار در سال ۱۹۴۸ پس از مرگش به‌صورت کتاب گردآوری شد. سو تأکید کرده بود که قصد او بازگشت به آموزه‌های اصلی اندیشه بو سون کای هنگ است. او به‌خاطر بازگشت به گذشته مورد انتقاد قرار گرفت، اگرچه بیش‌تر انتقادها از سوی روشن‌فکران غربی بود که ارتباط ارزش‌های سنتی را با نگرانی‌های معاصر زیر سؤال بردند، و بیش‌تر اعمال فرقه‌ای را به‌عنوان خرافات رد کردند و اصرار داشتند که دین جایی در سیاست ندارد. بازنگری این دکترین به‌عنوان پاسخی به انتقادهای خاص، به‌جای این‌که نتیجه بازنگری مستدل خودش باشد، به او تحمیل شد. در نتیجه، این تجدیدنظر به اندازه حمله‌های انتقادی بی‌نظم بود؛ بنابراین، تفکر هوآ هاو یک بازنگری سنجیده از مجموعه‌ای از ایده‌های قدیمی نیست. جنبه‌های مذهبی و سکولار فلسفه هوآ هاو به‌طور جدایی‌ناپذیری به هم مرتبط هستند. ارزش‌های معنوی دارای انشعاب سکولار هستند و راه‌حل‌های مذهبی اغلب برای آنچه که دغدغه‌های اجتماعی و سیاسی تلقی می‌شوند، پیشنهاد می‌شوند.
سو، که پیروانش از او به‌عنوان «استاد با فضیلت» یا «استاد اعظم» یاد می‌کنند، با مفاسد اجتماعی ویتنام، کودک‌همسری، همسریابی، قمار و االکلیسم و تریاک را ممنوع کرد. او پول را به‌عنوان منبع شرارت، هم برای کسانی‌که فاقد آن هستند و هم برای کسانی که دارایی بیش از حد دارند، به‌تصویر می‌کشد، و بر صرفه‌جویی و کار سخت برای فقرا تأکید می‌کند؛ درحالی‌که بر ارزش اجتماعی انفاق برای ثروتمندان تأکید می‌کند. سو مخالف سود و رقابت بود و به مفهوم بداخلاقی ربا اعتقاد داشت. زندگی شهری، به گفتهٔ سو، محل رقابت بی‌امان و مصرف خودنمایی بود. احساسات ضدشهری او نه تنها از اعتقاداتش به شر ذاتی شهرهای بزرگ سرچشمه می‌گیرد، بلکه از این‌که این شهرها راه فراری برای افرادی فراهم می‌کنند که به دنبال اجتناب از استرس‌های زندگی جمعی هستند، سرچشمه می‌گیرد. اکثر مشکلات مدرن به تمدن غرب مربوط می‌شد، که خود را در سبک زندگی شهری نشان داد. گفته می‌شد که تصور مردم از اجتماع به‌دلیل زندگی شهری مختل شده‌است. ساکنان شهر متهم به بی‌صداقتی، پیچیدگی بیش از حد، و وسواس به ارزش‌ها و ظواهر مادی بودند. سو شهرنشینی و صنعتی شدن را نتیجه تسخیر استعماری و در نتیجه چیزی می‌دانست که می‌توان با پایان حکومت استعماری معکوس کرد.  علی‌رغم این‌که از رفتار برابر و لغو امتیازات ویژه حمایت می‌کرد، او از مخالفان سرسخت مارکسیسم و تضاد طبقاتی بود. در واقع، هوآ هاو مالیات‌های زیادی برای نوکیشان وضع می‌کرد تا خدمات رفاهی و حمایت نظامی را پوشش دهد.
مشابه سنت نیلوفر سفید چین، معادشناسی هوآ هاو از سه دوره بزرگ (تام نگویین) استفاده می‌کند: استقرار، اوج، و نابودی دارما. هرچه بشریت به پایان «عصر پایه» (hạ ngươn) نزدیک‌تر شود، با فجایع بیش‌تری مواجه خواهد شد و در نهایت به «پایان جهان» (tận thế) می‌انجامد. سپس یک «عصر عالی» نوین (thượng ngươn) ظهور خواهد کرد که با بازآفرینی اخلاقی مطلق و ایمان صادقانه متمایز می‌شود. اگر مؤمنان از اخلاق اعلام‌شده پیروی کنند، می‌توانند انتظار داشته باشند که در یک مجلس بزرگ شرکت کنند که در آن بر اساس شایستگی‌های خود مورد قضاوت قرار خواهند گرفت. مایتریا ریاست این مجلس که نام آن «مجلس گل اژدها» است را بر عهده خواهد داشت، و در آن او به اوج روشن‌گری خود خواهد رسید و دوره جدیدی از جوان‌سازی را آغاز خواهد کرد.
سو به‌دنبال وحدت و اصلاح ماهایانه بود که بزرگ‌داشت نیاکان را گرامی می‌دارد و برای زندگی دهقانی مناسب است. او سعی کرد انتقادی از عناصر معادشناختی بو سون کای هنگ ایجاد کند که قبلاً هرگز انجام نشده بود. از سوی دیگر، میل سو برای شکستن چرخه نبوی و مسیحایی هرگز به‌طور کامل تعریف یا برآورده نشد. مرگ مرموز او حتی امید به بازگشت دوباره را بیدار کرد و راه را برای ادعاهای تناسخ در اشکال مختلف هموار کرد.

### تمرین‌ها
برخلاف بودیسم ارتدکس، هوآ هاو از تشریفات پیچیده معابد اجتناب می‌کند، هیچ نظم رهبانی را حفظ نمی‌کند، و تمرینات خانگی را آموزش می‌دهد.. سو اعتقاد داشت که هر فدایی می‌تواند ارتباط مستقیمی با گوتاما بودا داشته باشد و ایمان درونی مهم‌تر از مناسک بیرونی است. ایمان نیازی به مجسمه یا ابزار گران‌قیمت ندارد، زیرا ایمان آن است که وقتی یک مؤمن که زندگی «درست» داشته‌است می‌میرد، فقط به یک تشییع جنازه ساده نیاز دارد تا عبور او را به زندگی پس از مرگ تسریع کند. چنین احکامی در کاهش هزینه دین برای دهقانان بسیار مهم بود. به‌دلیل سادگی ظاهری. معابد هوآ هاو اغلب یک سازه گچ‌بری ساده با سقف کاه‌گلی است. تزئینات مذهبی نیز به همین ترتیب ساده هستند.
مهم‌ترین محراب هوآ هاو در بیرون از محل سکونت ساخته شده‌است که در مقابل آن سجده‌های آیینی انجام می‌شود (محراب بهشت، به انگلیسی: Heaven's altar)، و مکان مشخص سنت هوآ هو است. این محراب یک لوح چوبی به ابعاد ۴۰ در ۴۰ سانتیمتر (۱۶ اینچ) است که توسط یک ستون بالایی به‌طول ۱۳۰-سانتیمتر (۵۱-اینچ) است که بر روی آن هدایا گذاشته می‌شوند. این نشان‌دهنده محرومیت و فناپذیری و فروتنی پیروان است. پیروان با پاها و گاهی با زانوی خود محکم بر زمین زده و در ارتباط مستقیم با بهشت دعا می‌کنند.
آموزش متخصصان مذهبی غیرروحانی در دهه ۱۹۵۰، زمانی که اولین آثار توضیحی هوآ هاو منتشر شد، آغاز شد. در دهه ۱۹۶۰ مراکز مطالعاتی شروع به تکثیر آموزه‌ها کردند و نخبگان برای آموزش به مردم آموزش دیده بودند. به رسمیت شناختن دولت به این گروه اجازه داد تا فعالیت‌های اجتماعی و خیریه‌اش را گسترش دهد، و آثاری از نوشته‌های سو را بازنشر و ترجمه کند، و پرتره‌هایی از او را چاپ کند که بعدتر به عبادت تبدیل شد. همچنین کتابخانه‌هایی بسازد، و مراکز آموزشی تأسیس کند. این امکان فراهم آمد که داک گیان دونگ ساخته شود؛ که عمارت‌های کنار جاده‌ای بودند که به دهقانانی که در مزارع کار می‌کردند اجازه می‌داد به خوانش‌های عمومی از متون مقدس گوش دهند.

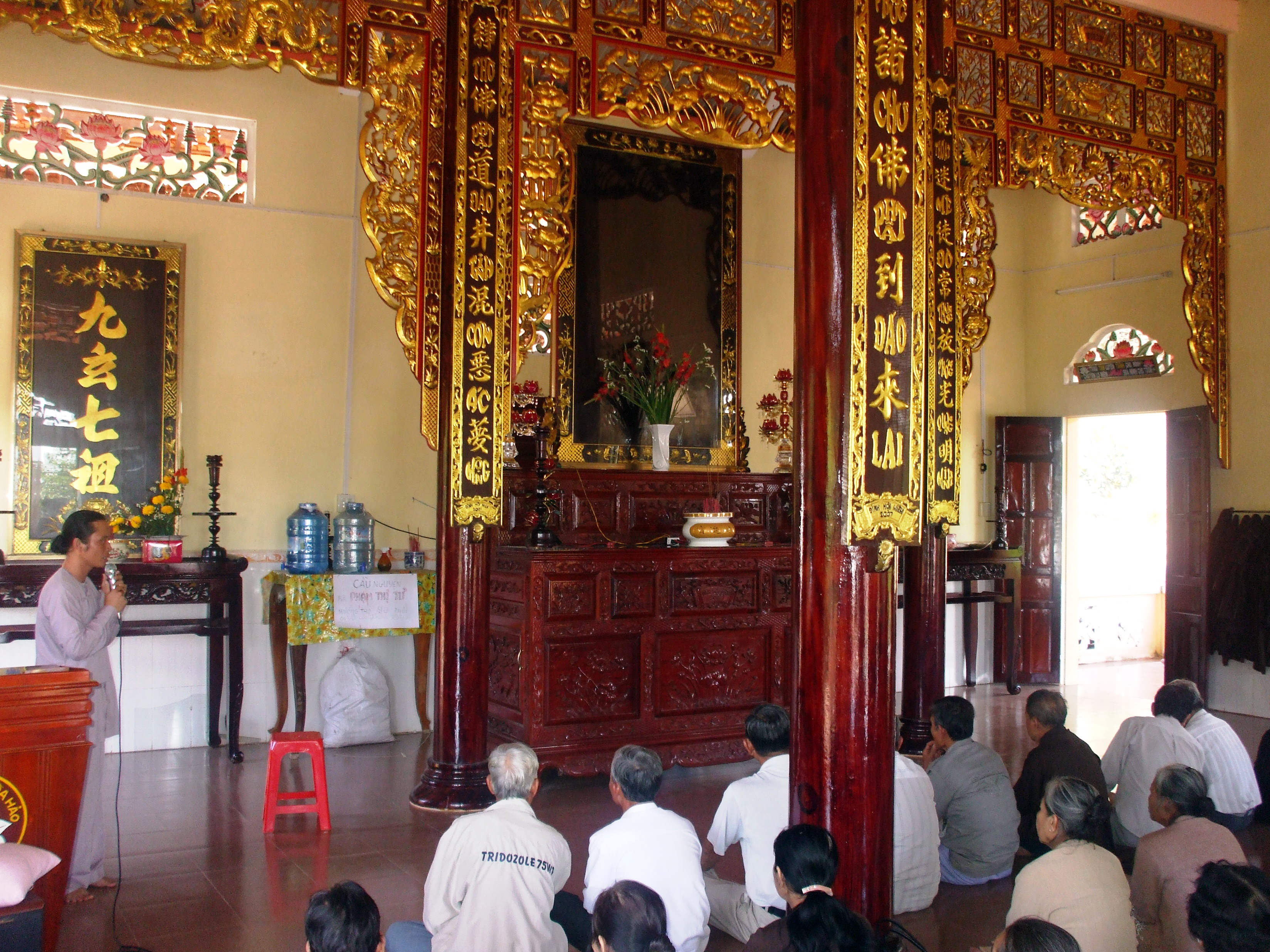
مراسم هوآ هاو در سال ۲۰۰۹

برای نشان دادن درک جهان، نماز در مقابل یک میز خالی که با پارچه قرمز پوشیده شده‌است خوانده می‌شود. آب به‌عنوان نشانه پاکیزگی، گل‌های محلی به نشانه پاکی و مقدار کمی بخور برای دفع ارواح شیطانی تنها نذری فیزیکی هستند. مناسک منظم هوآ هاو به چهار نماز در روز محدود می‌شود: دعای اول به بودا، دعای دوم به «حکومت پادشاه روشن‌فکر» که متأثر از تفکر مسیحایی غربی است، دعای سوم به والدین و بستگان زنده و فوت‌شده، ودعای چهارم تقدیم به کسانی است که نمازگزار می‌خواهد «اراده اصلاح و انفاق و رهایی از زنجیرهای جهل» داشته باشند. طبق فلسفه هوآ هاو، پیروان باید سه پیوند اساسی را حفظ کنند: «رابطه بین حاکم و رعیت»، «رابطه بین پدر و پسر»، و «رابطه بین زن و شوهر». پنج فضیلت «خیرخواهی»، «درستی»، «شایستگی»، «خرد» و «امانت‌داری» باید رعایت شود. آن‌ها باید بیش از هر چیز در هماهنگی با یکدیگر زندگی کنند.
به گفته تان وو-دای، زمانی که دولت این مذهب را به رسمیت شناخت، هوآهاوئیست‌ها شروع به ارائه امکانات رفاهی به جامعه، مانند غذای رایگان، سرپناه، لباس، گیاهان دارویی، و زیرساخت‌های حمل و نقل روستایی کردند. برای هوآ هاو، ایجاد دهکده‌های جدید اقدامی شایسته بود. در اوایل دهه ۱۹۷۰، هوآهاوئیست‌ها به‌طور فعال روستاهای جدیدی را از تالاب‌های نی ایجاد می‌کردند. با وجود این، مردم ویتنامی خارج از دلتای مکونگ اطلاعات کمی در مورد زندگی مذهبی هوآ هاو دارند.
در اوایل شکل‌گیری این دین، لفاظی آخرالزمانی سو بازتاب شدیدی داشت. چندین مورد از قربانی انسانی توسط متخصصان هوآ هاو مستند شده‌است. این قتل‌های آیینی به دلایل مذهبی توجیه می‌شد و برخی معتقد بودند که ارواح تشنه خون انسان هستند. اگرچه قربانی کردن انسان قبل از هوآ هاو در ویتنام ناشناخته نبود، مورخ هوئه-تام تای استدلال می‌کند که پیش‌بینی‌های سو در افزایش دفعات چنین حوادثی در دهه ۱۹۴۰ نقش داشته‌است.
از نظر تاریخی، از واعظان فرقه‌ای ویتنامی انتظار می‌رفت که اعمال جادویی و شفابخش انجام دهند، اما نویسندگان هوآ هاو معتقد بودند که جادو خرافات است، و از این رو با روحیه ذن ناسازگار است. یک مبلغ باید توانایی‌های ویژه خود را قبل از پذیرفته شدن موعظه نشان می‌داد، که استفاده از جادو را ضروری می‌کرد. تای معتقد است که این تأکید از بی‌سوادی جمعیت دلتای مکونگ ناشی می‌شود. او این را با دین‌های نجات‌گرای چینی مقایسه می‌کند، که بیش‌تر از کلمه نوشتاری استفاده می‌کردند، اما طرف‌دارانشان نیز در جوامع خود ساکن بودند. فقدان ادبیات مذهبی و تمرکز بر اثبات جادو، سبکی از رهبری را بر اساس جذابیت شخصی به جای مشروعیت موروثی به‌وجود آورد.
طرف‌داران هوآ هاو پرچم خاص خود را دارند؛ مستطیل قهوه‌ای بدون شخصیت یا تصویر. نشان هوآ هاو دایره‌ای و قهوه‌ای است، با یک نیلوفر آبی سفیدرنگ در مرکز و حروف اول PGHH (زبان ویتنامی: Phật Giáo Hòa Hảo) بر روی. آن‌ها همچنین تعطیلات خاص خود را دارند. هوآهاوئیست‌ها سه روز عید را در هر سال قمری ویتنامی جشن می‌گیرند: هجدهمین روز از ماه پنجم، سالگرد تأسیس بودیسم هوآ هاسو، روز بیست و پنجم ماه یازدهم، میلاد بنیان‌گذار، و روز ۲۵ از ماه ۲، تاریخ «ناپدید شدن» بنیان‌گذار.
برای پیرو شدن، یک داوطلب باید خود را با کمک دو نفر از وفاداران تأییدشده و آشنا به احکام دینی و محدودیت‌های اخلاقی به کمیته مدیریت روستا معرفی کند. نوکیش پس از پذیرفته‌شدن در ملاءعام، به خانه برمی‌گردد تا به خانواده خود بگوید که در کنار سه جواهر بودیسم پناه گرفته‌اند و در برابر محراب اجداد دعا می‌کنند، و سپس نسخه‌ای از اثر سو، روش تزکیه و رفتار یک دین‌دار واقعی (به ویتنامی: Cách tu hiền và sự ăn ở của một người bổn đạo) به او داده می‌شود. اگر هیچ کمیته مدیریتی وجود نداشته باشد، پذیرش توسط دو طرف‌دار رهبری می‌شود تا زمانی که بتوانند به نزدیک‌ترین کمیته مراجعه کنند. هر کسی که می‌خواهد جامعه را ترک کند باید تصمیم خود را به دو دنبال‌کننده یا کمیته اطلاع دهد. هر کس مخالف آموزه‌های سو باشد از جامعه اخراج می‌شود و مسئولیت اعمال او به‌عهده خود اوست. هیئت‌های مدیریت روستاها از اواخر دهه ۱۹۴۰ تحت صلاحیت یک هیئت بین‌استانی و در نهایت یک هیئت مدیریت مرکزی قرار گرفتند که مسئولیت آموزش بودایی و اعمال شرایط پذیرش در دین را بر عهده داشت. با این حال، از آن‌جایی که توسط جناح‌های نظامی کنترل می‌شد، پاسکال بوردو، مورخ، استدلال می‌کند که فاقد نمایندگی واقعی است.

## جمعیت‌شناسی

نقشه دلتای مکونگ در ویتنام

طبق یک مطالعه در سال ۲۰۱۹ توسط مأمورحقیقت‌یاب وزارت کشور بریتانیا در ویتنام، هوآ هاو چهارمین دین بزرگ این کشور است. طبق گزارش ۲۰۱۹ بین‌المللی آزادی مذهبی وزارت امور خارجه ایالات متحده، بر اساس برآوردهای دولت ایالات متحده، کل جمعیت ویتنام ۹۷٫۹ میلیون نفر بود. آمار دولت ویتنام از ژانویه ۲۰۱۸ نشان داد که هوآهاوئیست‌ها حدود ۱٫۵٪ از جمعیت ویتنام را تشکیل می‌دهند.  تخمین‌های رسمی تعداد هوآهاوئیست‌ها را ۱٫۳ میلیون نفر می‌دانند، اگرچه برآوردهای غیررسمی آن را بیش از ۲ میلیون نفر می‌دانند. منابعی دیگر پیروان هوآ هاو را ۵۰۰۰۰۰ تا ۱ میلیون، ۴ تا ۵ میلیون  یا ۸ میلیون  تخمین می‌زنند.
در طول پیدایش هوآ هاو، جذابیت این دین در درجه اول به دهقانان فقیر دلتای مکونگ بود. این مذهب هنوز به‌طور انحصاری در این منطقه متمرکز است، به‌ویژه در نواحی استان آن جیانگ، چو مویی و فو تان، و شهرهای چاو داک و لانگ زوین، و همچنین اطراف استان‌های دونگ تاپ، وین لونگ و کین گیانگ. علاوه بر این، به دلیل مهاجرت پیروان و نه گسترش مذهب در میان جمعیت شهری، پیروان هوآ هاو را می‌توان در شهر هو چی مین نیز یافت. هوآهاوئیست‌های ثبت‌نشده اغلب در مناطق دورافتاده زندگی می‌کنند و دست‌رسی به آن‌ها دشوار است. در نتیجه، درک چگونگی تعامل جوامع با یکدیگر، یا این‌که آیا آن‌ها توسط یک شبکه ارتباطی به هم متصل هستند یا نه، دشوار است. طرف‌داران هوآ هاو در مرکز ویتنام بسیار کم هستند و تقریباً هیچ طرف‌داری در شمال ویتنام وجود ندارد.
جوامع خارج از کشور در اواخر دهه ۱۹۷۰ عمدتاً در ایالات متحده، استرالیا، و کانادا شروع به شکل‌گیری کردند، و همچنین گروه‌های کوچ‌کتری در فرانسه، آلمان و بلژیک. تخمین زده می‌شود که چند ده هزار پیرو هوآ هاو در خارج از ویتنام زندگی می‌کنند. بزرگ‌ترین جامعه هوآهاوئیست‌های خارج از کشور در سانتا آنا، کالیفرنیا است.